# Bullet Club
 (juillet 2021).
 (janvier 2021).
La mise en forme du texte ne suit pas les recommandations de Wikipédia : il faut le « wikifier ».
Les points d'amélioration suivants sont les cas les plus fréquents. Le détail des points à revoir est peut-être précisé sur la page de discussion.
- Les titres sont pré-formatés par le logiciel. Ils ne sont ni en capitales, ni en gras.
- Le texte ne doit pas être écrit en capitales (les noms de famille non plus), ni en gras, ni en italique, ni en « petit »…
- Le gras n'est utilisé que pour surligner le titre de l'article dans l'introduction, une seule fois.
- L'italique est rarement utilisé : mots en langue étrangère, titres d'œuvres, noms de bateaux, etc.
- Les citations ne sont pas en italique mais en corps de texte normal. Elles sont entourées par des guillemets français : « et ».
- Les listes à puces sont à éviter, des paragraphes rédigés étant largement préférés. Les tableaux sont à réserver à la présentation de données structurées (résultats, etc.).
- Les appels de note de bas de page (petits chiffres en exposant, introduits par l'outil «  Source ») sont à placer entre la fin de phrase et le point final[comme ça].
- Les liens internes (vers d'autres articles de Wikipédia) sont à choisir avec parcimonie. Créez des liens vers des articles approfondissant le sujet. Les termes génériques sans rapport avec le sujet sont à éviter, ainsi que les répétitions de liens vers un même terme.
- Les liens externes sont à placer uniquement dans une section « Liens externes », à la fin de l'article. Ces liens sont à choisir avec parcimonie suivant les règles définies. Si un lien sert de source à l'article, son insertion dans le texte est à faire par les notes de bas de page.
- La présentation des références doit suivre les conventions bibliographiques. Il est recommandé d'utiliser les modèles {{Ouvrage}}, {{Chapitre}}, {{Article}}, {{Lien web}} et/ou {{Bibliographie}}. Le mode d'édition visuel peut mettre en forme automatiquement les références.
- Insérer une infobox (cadre d'informations à droite) n'est pas obligatoire pour parachever la mise en page.

Pour une aide détaillée, merci de consulter Aide:Wikification.
Si vous pensez que ces points ont été résolus, vous pouvez retirer ce bandeau et améliorer la mise en forme d'un autre article.
Palmarès
Voir ici
Le Bullet Club, parfois abrégé en BC, est un clan de catcheurs Heel performant au sein de la New Japan Pro Wrestling (NJPW), une fédération de catch japonaise. Aux États-Unis, le groupe performe principalement à la Ring of Honor (ROH) et à la Impact Wrestling. Au japon, le groupe est représenté par Evil, Bad Luck Fale, Yujiro Takahashi, Chase Owens, Hikuleo, Gedo, Taiji Ishimori, El Phantasmo, Kenta, Dick Togo, Sho et Juice Robinson. Aux États-Unis, le groupe est représenté par Jay White, Karl Anderson, Doc Gallows, Chris Bey, et El Phantasmo.
Le Bullet Club reprend des gestes et mimiques de la New World Order (nWo) et de la D-Generation X (DX), deux clans très populaires fondés à la fin des années 1990. Ils reprennent particulièrement la gestuelle « turkish wolf » popularisée par la Kliq à la World Wrestling Entertainment (WWE), également reprise par la nWo à la World Championship Wrestling (WCW).
Le groupe a été formé en mai 2013, quand le catcheur irlandais Prince Devitt s'est retourné contre son partenaire Ryusuke Taguchi en l'attaquant avec l'américain Karl Anderson et les tongiens Bad Luck Fale et Tama Tonga pour former un groupe heel de gaijin (non-japonais), qu'ils nommèrent par la suite « Bullet Club ». Avant la fin de l'année 2013, le groupe a également été rejoint par trois catcheurs américains, les Young Bucks (Matt et Nick Jackson) et Doc Gallows. À la fin de l'année 2013, le Bullet Club conquit à la fois le IWGP Junior Heavyweight Championship et le IWGP Junior Heavyweight Tag Team Championship, tout en ayant également conquis trois des cinq tournois annuels de la NJPW.
En avril 2014, Prince Devitt quitte la NJPW en laissant sa place de leader au lutteur américain Karl Anderson. Le mois suivant, le Bullet Club accueilli son premier membre japonais, quand Yujiro Takahashi aida Styles à remporter le IWGP Heavyweight Championship. En juin, les membres du Bullet Club remportèrent également le IWGP Intercontinental Championship et le NEVER Openweight Championship, ce qui veut dire que le groupe détenait tous les titres de la NJPW.
Le Bullet Club continua son ascension en ajoutant des membres, notamment le canadien Kenny Omega, qui menait le groupe de janvier 2016 à novembre 2018, quand A.J. Styles céda sa place de leader en quittant la NJPW pour rejoindre la World Wrestling Entertainment (WWE). Le mois suivant, Karl Anderson et Doc Gallows quittèrent à leur tour la NJPW pour rejoindre Styles à la WWE, où ils formèrent un trio nommé « The Club », en référence au Bullet Club.
En 2017, Kenny Omega devient le premier IWGP United States Heavyweight Champions de la NJPW. À ce jour, le Bullet Club est l'un des deux seuls clans (avec Chaos) à avoir remporté tous les titres disponibles de la NJPW. Le clan se renouvelle au fil du temps et intègre les catcheurs  américains Adam Cole, Adam Page et Cody, le britannique Marty Scurll, le canadien Stephen Amell et le japonais Taiji Ishimori qui devient le troisième membre japonais du groupe après Yujiro Takahashi et Bone Soldier.
En octobre 2018, après une scission entre les factions « Elite » et « OG » au sein du clan, Cody, Kenny Omega, Marty Scurll, Hangman Page et les Young Bucks ont quitté le groupe pour former leur clan qu'ils nomment The Elite. Les nouvelles recrues, Jay White qui devient par la suite le nouveau leader du clan, Gedo, Jado (en) et El Phantasmo viennent maintenant renforcer la faction.
En février 2022, l'un des membres fondateurs Tama Tonga ainsi que son frère Tonga Loa sont exlus par Jay White aidé par Karl Anderson et Doc Gallows qui réintègrent le clan.
Le clan a aussi remporté tous les championnats disponibles à la ROH (le ROH World Championship, le ROH World Tag Team Championship, le ROH World Television Championship et le ROH World Six-Man Tag Team Championship), ce qu'ils sont les seuls à avoir réalisé.

## Concept
Le Bullet Club a été conçu par la New Japan Pro Wrestling (NJPW) au début de l'année 2013, à la suite d'une réponse positive des fans à un scénario dans lequel Prince Devitt s'est retourné contre son partenaire de longue date Ryusuke Taguchi pour former un partenariat méchant avec Bad Luck Fale. À l'origine, Prince Devitt et Bad Luck Fale devaient former un duo, mais l'histoire a été modifiée. Ils ont été rejoints par Karl Anderson et Tama Tonga pour former un groupe de gaijin (étranger). Prince Devitt a proposé le nom de Bullet Club en référence à son geste de pistolet, son surnom de « Real Shooter » et le surnom de Karl Anderson, « The Machine Gun »,. En nommant le groupe, Prince Devitt a déclaré qu'il ne voulait pas spécifiquement le mot « le » devant le nom ou un nom composé uniquement de trois lettres. Les autres noms proposés pour le groupe incluaient Bullet Parade et Bullet League. Depuis mai 2016, la marque de commerce Bullet Club est la propriété de la NJPW,. Dans les coulisses, les quatre membres fondateurs du Bullet Club étaient les meilleurs amis et partenaires de voyage,. Le groupe a été comparé à la New World Order (nWo) de la WCW. Afin de rendre hommage à la nWo, les membres du Bullet Club ont commencé à utiliser le geste de la main de l'écurie, le « Too Sweet ». Le geste aurait été utilisé par Karl Anderson et Prince Devitt dans les coulisses depuis 2006. En mars 2015, la WWE a décidé d'attaquer le groupe pour l'utilisation du geste de la main. Certains, y compris Matt et Nick Jackson ont suggéré que cela avait été fait en raison de la popularité du Bullet Club,. L'attaque a finalement été abandonnée par la WWE.
En août 2015, après que Prince Devitt ait rejoint la WWE en tant que Finn Bálor, celle-ci a publié des produits du Bálor Club destinés au Bullet Club. La WWE a reconnu le Bullet Club la première semaine de janvier 2016, alors qu'elle discutait de rumeurs selon lesquelles des membres de l'écurie auraient rejoint la promotion, avant que AJ Styles  ne fasse ses débuts à la WWE en tant que participant au Royal Rumble (2016). En avril 2016, Doc Gallows et Karl Anderson qui faisaient partie du Bullet Club ont fait leurs débuts à la WWE. Le groupe de la NJPW a de nouveau été reconnue par la fédération, formant finalement The Club avec AJ Styles. Le 25 septembre 2017, le Bullet Club est apparu devant le show de la WWE Raw en Ontario en Californie, parodiant un segment de 1998 où la D-Generation X a "envahi" le show Nitro de la WCW,. Par la suite, la WWE a envoyé aux membres de l’écurie une lettre de cessation, affirmant qu’ils utilisaient la propriété intellectuelle de la fédération, plus précisément le geste de la main Too Sweet, donnant lieu à des marchandises contenant le geste à être retiré des magasins. Jimmy Jacobs auteur de la WWE, a été viré par l'entreprise pour avoir publié une photo sur Instagram avec des membres du Bullet Club, prise lors de la fausse invasion. Le membre fondateur du nWo, Kevin Nash a fait l'éloge du Bullet Club en tant que version la plus athlétique du nWo, affirmant qu'il existe un respect mutuel entre les deux écuries et qu'il passe de manière informelle le flambeau de son écurie au Bullet Club. Jeff Jarrett qui a représenté à la fois le Bullet Club et le nWo, a indiqué que la capacité du ring était la principale différence entre les deux écuries, affirmant que "le Bullet Club était beaucoup plus talentueux". L'ancien catcheur de la NJPW et actuel entraîneur de la WWE, Matt Bloom a déclaré que la popularité du Bullet Club avait aidé la promotion à devenir mondiale.
Les matches du Bullet Club impliquent souvent des interférences extérieures excessives, des obstacles d'arbitrage et d'autres tactiques, qui sont plus courantes dans la lutte professionnelle américaine et que l'on voit rarement dans les puroresu japonais, même dans les matches impliquant d'autres actes pervers. Ce mépris des traditions et de la culture japonaises a valu à l'écurie sa place de choix,. Le Bullet Club a acquis une popularité substantielle dans le monde entier, en particulier parmi les fans de catch professionnels américains. En mars 2016, le t-shirt original Bone Soldier de l'écurie était la chemise la plus vendue des t-shirts du magasin Pro Wrestling, en vendant mieux que tous les meilleurs lutteurs indépendants et vétérans de la WWE affiliés au site. En 2017, les t-shirts du Bullet Club ont été mises à disposition dans les magasins Hot Topic, où elles sont également devenues de grosses ventes, avec 100 000 exemplaires vendus au cours des trois premiers mois. Les responsables de Hot Topic auraient appris l'existence du Bullet Club après avoir constaté le grand nombre de t-shirts de l'écurie portées par les fans lors de  WrestleMania 33 de la WWE. La WWE a ensuite dû « maladroitement » dire aux dirigeants que le maillot n'était pas l'un des leurs. La popularité du Bullet Club aux États-Unis a poussé des membres de l'écurie à devenir face lors d'événements organisés dans le pays,.
Comme le Bullet Club appartient à la NJPW, tous les lutteurs qui rejoignent l'écurie y compris ceux qui ont participé aux événements de la Ring of Honor (ROH), doivent être approuvés par le booker de la NJPW, Gedo.

## Carrière

### Formation du groupe (2013)

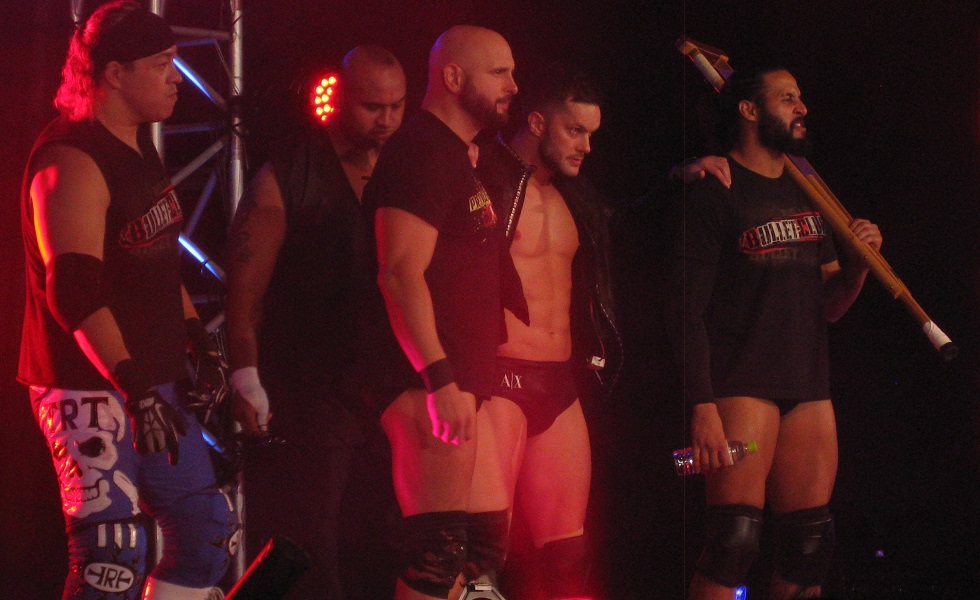
Le Bullet Club en septembre 2013.
(De gauche à droite : Rey Bucanero, Bad Luck Fale, Karl Anderson, Prince Devitt et Tama Tonga).

Le 3 février 2013, le Champion Poids-lourds Junior IWGP Prince Devitt et Karl Anderson remportent un match par équipe face au Champion Poids-lourds IWGP Hiroshi Tanahashi et Ryusuke Taguchi, l'ancien équipier de Prince Devitt. Cela conduit à un match entre Prince Devitt et Hiroshi Tanahashi le 3 mars au cours du spectacle célébrant le 41e anniversaire de la fédération, où Hiroshi Tanahashi est prêt à rendre son titre vacant en cas de défaite. Après avoir vaincu Prince Devitt, Hiroshi Tanahashi alla aider son adversaire qui l'a alors repoussé. À la suite de cette défaite, Prince Devitt refait équipe avec Ryusuke Taguchi et commence à ne plus montrer le moindre respect à ses adversaires. C'est le cas notamment au cours de la New Japan Cup (2013) où le 23 mars, après une victoire dans un match par équipe avec Ryusuke Taguchi, Karl Anderson et Tama Tonga sur les Champions par équipe Poids-lourds Junior IWGP Alex Shelley et Kushida, Captain New Japan et Hiroshi Tanahashi où Alex Shelley provoque Prince Devitt. Cela donne lieu à un match pour le Championnat par équipe Poids-lourds Junior le 5 avril à Invasion Attack (2013), où Alex Shelley et Kushida conservent leurs titres. Après le match, Prince Devitt attaque Ryusuke Taguchi avec l'aide de Bad Luck Fale puis ils démasquent Captain New Japan, qui est intervenu pour aider Ryusuke Taguchi. La trahison de Prince Devitt envers son ancien équipier donne lieu à un match par équipe le 3 mai à Wrestling Dontaku (2013), où Prince Devitt et Bad Luck Fale battent Ryusuke Taguchi et Captain New Japan avant d'intervenir avec Tama Tonga au cours du match entre Hiroshi Tanahashi et Karl Anderson plus tard. Ils ont par la suite annoncé qu'ils forment un clan, le Bullet Club et que Prince Devitt en est le leader.

### Prince Devitt leader du clan (2013-2014)

#### Premières rivalités et victoire de Prince Devitt au Best of the Super Juniors

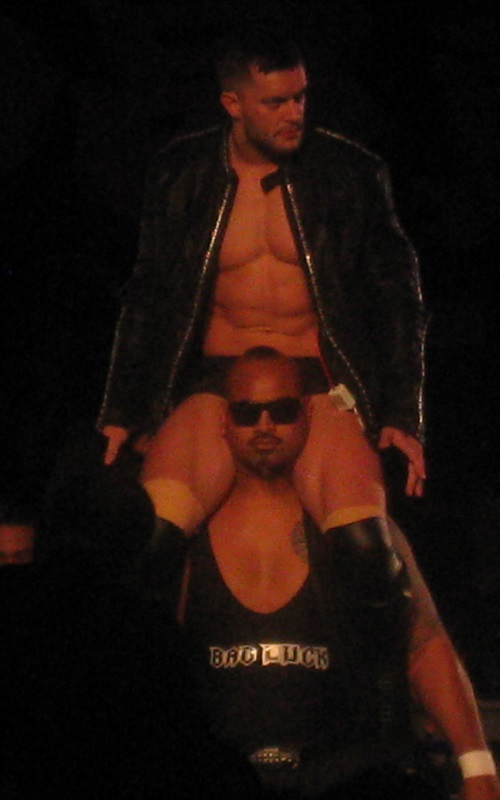
Prince Devitt, le leader original du Bullet Club, sur les épaules de Bad Luck Fale.

Les quatre membres du Bullet Club ont disputé leurs premiers matchs ensemble le 22 mai, où ils battent Captain New Japan, Hiroshi Tanahashi, Manabu Nakanishi et Ryusuke Taguchi dans un Eight-Man Tag Team Match. Ensuite Prince Devitt participe au tournoi Best of the Super Juniors (2013), où il remporte son bloc avec un record de huit victoires et zéro défaite avançant vers le tour suivant. En demi-finales du tournoi, il bat Kenny Omega grâce aux interventions du reste du groupe. Il continue sa rivalité avec Alex Shelley, que ce soit au cours de la phase de groupe le 24 mai ou en finale le 9 juin où Prince Devitt l'emporte grâce à l'intervention de son clan en fin de match pour remporter le Best of the Super Juniors (2013),. À la suite de sa victoire, Prince Devitt défi Hiroshi Tanahashi, tout en nommant son prochain objectif, devenir le premier lutteur à avoir le IWGP Junior Heavyweight Championship et le IWGP Heavyweight Championship simultanément,. Le 22 juin à Dominion 6.22, Bad Luck Fale, Karl Anderson et Tama Tonga battent Captain New Japan, Tomoaki Honma et Yuji Nagata tandis que Prince Devitt bat Hiroshi Tanahashi. Plus tard dans l'événement, Prince Devitt défi le IWGP Heavyweight Champion Kazuchika Okada qui accepte le défi à condition que Prince Devitt défende d'abord son IWGP Junior Heavyweight Championship contre son coéquipier de Chaos Gedo,. Le 5 juillet, Tama Tonga et son partenaire de la CMLL et nouveau membre du Bullet Club El Terrible perdent les CMLL World Tag Team Championship contre Hiroshi Tanahashi et Jushin Thunder Liger tandis que Prince Devitt bat Gedo pour conserver son IWGP Junior Heavyweight Championship, avançant vers le match pour le IWGP Heavyweight Championship contre Kazuchika Okada,. Le 15 juillet, El Terrible, Bad Luck Fale, Karl Anderson, Prince Devitt et Tama Tonga battent Chaos (Gedo, Jado, Kazuchika Okada, Yoshi-Hashi et Yujiro Takahashi) dans un Ten Man Tag Team Elimination Match. Le match pour le titre entre les deux a lieu le 20 juillet, Kazuchika Okada bat Prince Devitt, malgré l'ingérence du reste de Bullet Club, pour conserver son titre,,. Le 1er août, Prince Devitt bat Kazuchika Okada, avec l'aide de Bad Luck Fale, dans le main event du G1 Climax 2013. Du 1er août au 11 août, le clan participe au G1 Climax 2013, où en dépit de trois autres grandes victoires sur d'ancien IWGP Heavyweight Champions : Hiroshi Tanahashi, Satoshi Kojima et Togi Makabe, Prince Devitt a échoué à faire avancer son bloc, terminant avec une fiche de cinq victoires et quatre défaites tandis que Karl Anderson perd une chance d'atteindre la finale en perdant contre Tetsuya Naito. Le 5 septembre, Rey Bucanero un autre lutteur de la CMLL, rejoint le Bullet Club,. Le 14 septembre, le reste du Bullet club a aidé Rey Bucanero et Tama Tonga à battre Hiroshi Tanahashi et Jushin Thunder Liger pour remporter les CMLL World Tag Team Championship,. Le 25 septembre, Bad Luck Fale, Karl Anderson, Prince Devitt, Tama Tonga et Rey Bucanero battent Bone Soldier, Hiroshi Tanahashi, Jushin Thunder Liger, Togi Makabe et Máscara Dorada. La rivalité entre Prince Devitt et Hiroshi Tanahashi abouti dans un Lumberjack Match à mort le 29 septembre à Destruction (2013), où Hiroshi Tanahashi sort victorieux du match. Plus tôt dans le show, Tama Tonga, Karl Anderson, Bad Luck Fale et Rey Bucanero ont perdu contre Captain New Japan, Togi Makabe, Máscara Dorada et Tomoaki Honma.

#### Arrivées des Young Bucks, de Doc Gallows et conquêtes des titres par équipes junior IWGP

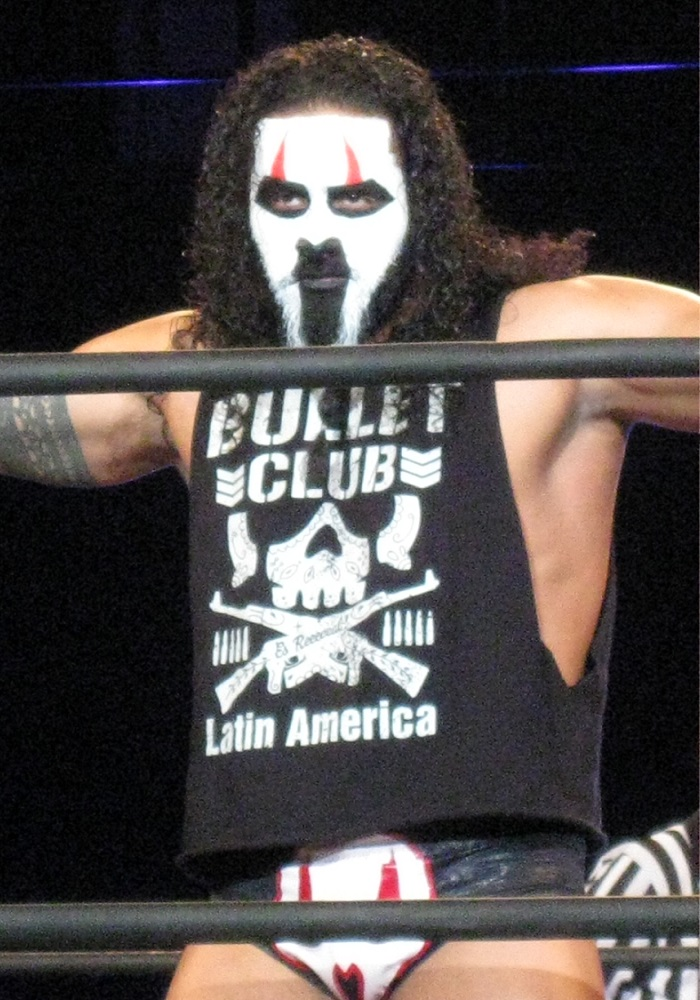
Tama Tonga, un des quatre membres fondateurs du Bullet Club.

Le 11 octobre, Tama Tonga et Rey Bucanero retournent à la CMLL, où ils forment le Bullet club Latinoamerica avec le Modèle:CMLL World Heavyweight Champion El Terrible  et La Comandante,. Cependant, une semaine plus tard, Tama Tonga et Rey Bucanero ont été dépouillés des CMLL World Tag Team Championship, quand ils ont été incapables de défendre le titre contre La Máscara et Rush à la suite d'une blessure de Rey Bucanero, qui par conséquent quitte le groupe,. Tout au long de l'année 2014, Tama Tonga est resté le membre au rang le plus bas du Bullet Club. Lors de King of Pro Wrestling (2013), Bad Luck Fale, Karl Anderson et Prince Devitt ont battu Togi Makabe, Tomoaki Honma et Kota Ibushi. Le 25 octobre, l'équipe américaine The Young Bucks (Matt Jackson et Nick Jackson) font leurs débuts à la NJPW en tant que nouveaux membres du Bullet club et ils participent aux Super Jr. Tag Tournament 2013,. Au début du mois de novembre, The Young Bucks battent d'abord les Forever Hooligans (Alex Koslov et Rocky Romero) dans la finale du Super Jr. Tag Tournament (2013) pour remporter le tournoi,. Puis lors de Power Struggle (2013), The Young Bucks battent Suzuki-gun (Taichi et Taka Michinoku) pour remporter les IWGP Junior Heavyweight Tag Team Championship ensuite Prince Devitt et Bad Luck Fale perdent contre Kōta Ibushi et Togi Makabe et dans le main event Karl Anderson perd contre Kazuchika Okada et ne remporte pas le IWGP Heavyweight Championship,.

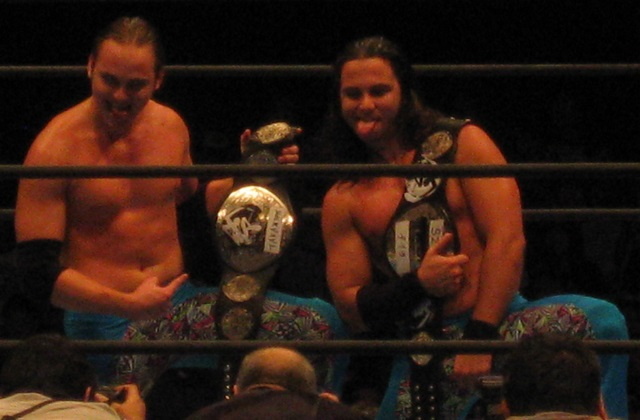
The Young Bucks après avoir remporté les IWGP Junior Heavyweight Tag Team Championship, en novembre 2013.

Le 11 novembre, la NJPW annonce les équipes qui participeront au World Tag League (2013). Dans le tournoi, le Bullet club sera représenté par deux équipes de blocs séparés ; Prince Devitt et Bad Luck Fale dans le bloc A et Karl Anderson et le nouveau membre du Bullet club Doc Gallows dans le bloc B. Doc Gallows fait ses débuts à la New Japan Pro Wrestling le 23 novembre, quand lui et Karl Anderson battent Bushi et Kōta Ibushi dans un match non-tournoi, avec Doc Gallows épinglant Bushi pour la victoire. Le 7 décembre, les deux équipes sont entrés dans la dernière journée de la ronde préliminaire du tournoi avec une chance de se qualifier pour les demi-finales. Karl Anderson et Doc Gallows sont sortis premiers leur bloc avec une fiche de quatre victoires et deux défaites en battant les NWA World Tag Team Champions The IronGodz (Jax Dane et Rob Conway), tandis que Prince Devitt et Bad Luck Fale ont été éliminés du tournoi avec une fiche de trois victoires et trois défaites, après avoir perdu contre le Captain New Japan et Hiroshi Tanahashi, qui avait perdu tous leurs autres matches dans le tournoi. Le jour suivant, Karl Anderson et Doc Gallows battent Great Bash Heel (Togi Makabe et Tomoaki Honma) en demi-finale puis Ten-Koji (Hiroyoshi Tenzan et Satoshi Kojima) en finale pour remporter le tournoi,.

#### Conquêtes des titres par équipes IWGP, perte du titre poids-lourds junior IWGP et démission de Prince Devitt
Lors de Wrestle Kingdom 8, The Young Bucks conservent les IWGP Junior Heavyweight Tag Team Championship en battant Forever Hooligans (Alex Koslov et Rocky Romero), Time Splitters (Alex Shelley et Kushida) et Suzuki-gun (Taichi et Taka Michinoku), Karl Anderson et Doc Gallows battent Killer Elite Squad (Davey Boy Smith, Jr. et Lance Archer), grâce à l'aide de Tama Tonga pour remporter les IWGP Tag Team Championship. Plus tard dans le show, Prince Devitt perd le IWGP Junior Heavyweight Championship contre Kota Ibushi tandis que Bad Luck Fale perd contre Togi Makabe dans un King of Destroyer Match,. Le lendemain, lors de New Year Dash !! (2014), The Young Bucks perdent contre Alex Shelley et Kushida dans un match qui incluaient Alex Koslov et Rocky Romero et Suzuki-gun (Taichi et Taka Michinoku), Doc Gallows, Karl Anderson et Tama Tonga ont perdu contre Davey Boy Smith Jr., Lance Archer et Shelton X Benjamin alors que Prince Devitt et Bad Luck Fale battent Togi Makabe et Tomoaki Honma. Après le match, Prince Devitt est attaqué par Ryusuke Taguchi qui été blessé lors des sept derniers mois, relançant la rivalité entre les deux anciens partenaires. Lors de The New Beginning in Hiroshima (2014), Tama Tonga perd contre Minoru Suzuki, Bad Luck Fale, The Young Bucks et Prince Devitt ont battu Togi Makabe, Kushida, Alex Shelley et Ryusuke Taguchi alors que Karl Anderson et Doc Gallows conservent les IWGP Tag Team Championship contre Davey Boy Smith, Jr. et Lance Archer. Lors de The New Beginning in Osaka (2014), The Young Bucks conservent les IWGP Junior Heavyweight Tag Team Championship contre Kushida et Alex Shelley, Karl Anderson, Doc Gallows et Tama Tonga ont perdu contre Davey Boy Smith, Jr., Lance Archer et Minoru Suzuki tandis que Prince Devitt et Bad Luck Fale ont perdu contre Togi Makabe et Ryusuke Taguchi. En mars, le clan participe à la New Japan Cup (2014), où Bad Luck Fale bat successivement Togi Makabe, Tetsuya Naito et Shelton X Benjamin pour se qualifier pour la finale, Karl Anderson se fait éliminer dès le premier tour par Katsuyori Shibata, tout comme Doc Gallows qui lui se fait éliminer par Hirooki Goto alors que Prince Devitt quant à lui bat Lance Archer avant de se faire éliminer par Shinsuke Nakamura au deuxième tour. Lors de la finale du tournoi, Bad Luck Fale perd contre Shinsuke Nakamura. Le 8 mars 2014, The Young Bucks battent reDRagon (Kyle O'Reilly et Bobby Fish) et remportent les ROH World Tag Team Championship. Le 3 avril, Nick Jackson perd contre Kōta Ibushi et ne remporte pas le IWGP Junior Heavyweight Championship. Lors de Invasion Attack (2014), un an après la séparation de Apollo 55, Prince Devitt affronte et perd contre Ryusuke Taguchi. Pendant le match, Prince Devitt dit à plusieurs reprises aux Young Bucks de ne pas interférer dans le match, ce qui a finalement conduit à ce qu'ils se retournent contre lui. Après le match, les deux hommes se serre la main, mettant fin à leur rivalité et à l'association de Prince Devitt avec le Bullet Club. Plus tard, The Young Bucks conservent les IWGP Junior Heavyweight Tag Team Championship contre Kōta Ibushi et El Desperado, Bad Luck Fale et Tama Tonga perdent contre Kazuchika Okada et Yoshi-Hashi alors que Doc Gallows et Karl Anderson conservent les IWGP Tag Team Championship contre Hirooki Goto et Katsuyori Shibata. Le lendemain, la "NJPW" annonce que Prince Devitt a donné sa démission de la fédération est qu'il quitte donc le groupe,.

### A.J. Styles leader du clan et conquête totale des titres (2014-2016)

#### Ajout de A.J. Styles, de Yujiro Takahashi et gain du titre poids-lourds IWGP par A.J. Styles

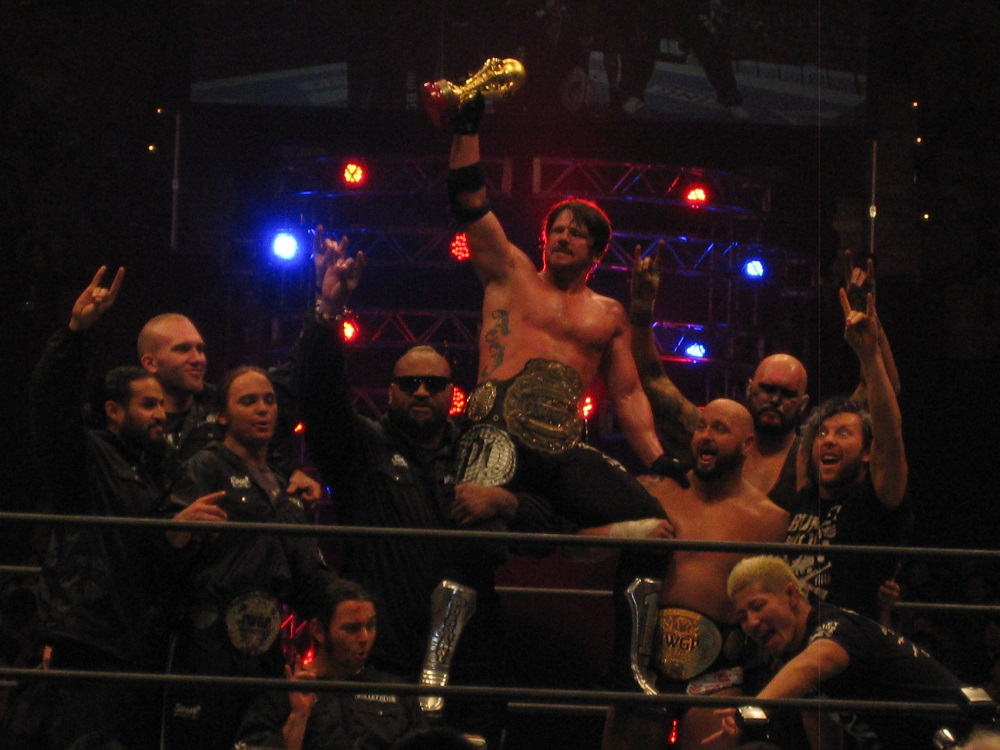
Le Bullet Club en février 2015 a connu de nombreux succès.

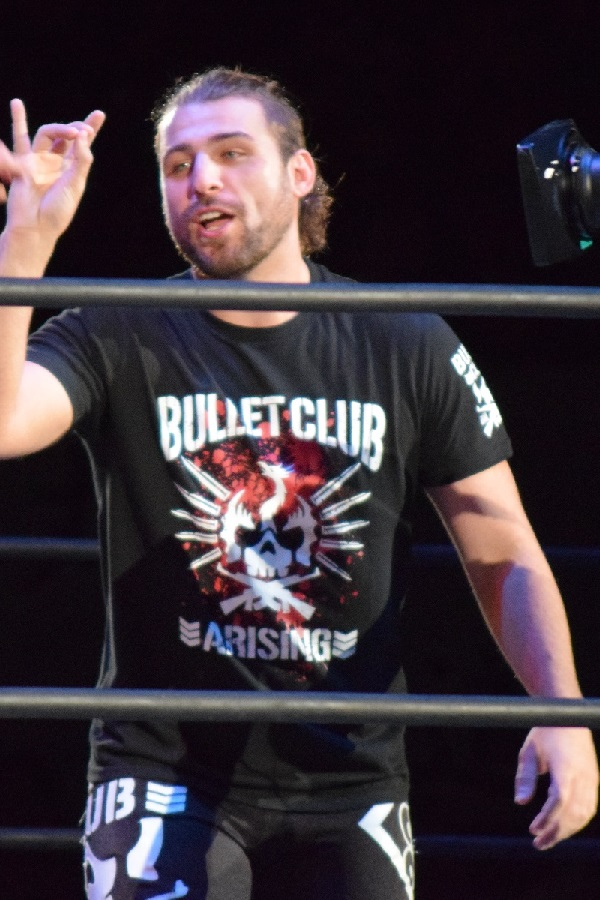
Chase Owens, qui a rejoint le groupe en octobre 2015.

Plus tard dans le show, le catcheur américain A.J. Styles rejoint le groupe en attaquant le IWGP Heavyweight Champion Kazuchika Okada en le défiant pour son titre, tout en prétendant qu'il était toujours le même "jeune garçon" qu'il avait connu à la TNA. Après Invasion Attack, à la suite des engagements de A.J. Styles dans le circuit indépendant américain et le fait qu'il ne travaille que pour les plus grands événements de la NJPW, Karl Anderson a été positionné comme le nouveau leader du Bullet club. Cependant, A.J. Styles a été considéré comme le chef du Bullet Club à la Ring Of Honor, ainsi qu'à la NJPW d'ici la fin de l’année 2015. Lors de Wrestling Dontaku (2014), les Young Bucks conservent les IWGP Junior Heavyweight Tag Team Championship contre les Forever Hooligans (Alex Koslov et Rocky Romero), Bad Luck Fale, Tama Tonga, Doc Gallows et Karl Anderson ont perdu contre Tetsuya Naito, Togi Makabe, Hiroshi Tanahashi et Jyushin Thunder Liger alors que AJ Styles remporte le IWGP Heavyweight Championship contre Kazuchika Okada à la suite de l'intervention de Yujiro Takahashi qui trahit Chaos et rejoint le Bullet club, devenant son premier membre japonais. Avec le plus grand titre de la NJPW et les deux titres par équipes en leur possession et l'ajout d'un nouveau membre, cela a été présenté comme la «renaissance» du Bullet Club qui célébrait son premier anniversaire au cours du show. Plus tard dans le mois, le Bullet club a participé à la tournée nord-américaine de la NJPW, réalisé en collaboration avec la ROH,. Lors de Global Wars (2014), The Young Bucks conservent les IWGP Junior Heavyweight Tag Team Championship contre Forever Hooligans (Alex Koslov et Rocky Romero) et Time Splitters (Alex Shelley et KUSHIDA) tandis que AJ Styles et Karl Anderson battent Kazuchika Okada et Gedo. Le 17 mai lors de War of the Worlds (2014), les Young Bucks ont perdu les ROH World Tag Team Championship contre reDRagon (Bobby Fish et Kyle O'Reilly), Doc Gallows et  Karl Anderson battent The Briscoe Brothers (Jay Briscoe et Mark Briscoe) pour conserver les IWGP Tag Team Championship alors que AJ Styles conserve le IWGP Heavyweight Championship contre Michael Elgin et Kazuchika Okada. Lors de Back to the Yokohama Arena, Tama Tonga, Yujiro Takahashi, Karl Anderson et Doc Gallows ont battu Captain New Japan, Yuji Nagata, Manabu Nakanishi et Tomoaki Honma, Bad Luck Fale bat Tetsuya Naito tandis que AJ Styles conserve son IWGP Heavyweight Championship en battant Kazuchika Okada. Du 30 mai au 8 juin, Nick Jackson et Matt Jackson ont pris part au Best of the Super Juniors (2014). Dans le bloc A, Matt Jackson termine la ronde avec huit points (4 victoires et 3 défaites) alors que dans le bloc B, Nick Jackson termine la ronde avec huit points (4 victoires et 3 défaites), donc aucun des deux ne se qualifie pour les demi-finales.

#### Rivalité avec Chaos et Dominations de la catégorie poids-lourds
Lors de Dominion 6,21, The Young Bucks perdent les IWGP Junior Heavyweight Tag Team Championship contre les Time Splitters (Alex Shelley et Kushida), Tama Tonga perd contre Tetsuya Naito, AJ Styles et Yujiro Takahashi battent Kazuchika Okada et Tomohiro Ishii, Karl Anderson et Doc Gallows conservent les IWGP Tag Team Championship contre Hiroshi Tanahashi et Togi Makabe alors que Bad Luck Fale remporte le IWGP Intercontinental Championship contre Shinsuke Nakamura,. Le 29 juin, Karl Anderson, Doc Gallows, Bad Luck Fale et Tama Tonga battent Kazuchika Okada, Shinsuke Nakamura, Alex Koslov et Rocky Romero tandis que Yujiro Takahashi bat Tomohiro Ishii avec l'aide du reste du Bullet Club pour remporter le NEVER Openweight Championship,. Grâce à cette victoire, le Bullet Club a remporté tous les titres de la NJPW, détenant simultanément chacun de ses quatre titres des Poids-Lourds. Du 21 juillet au 8 août, le Bullet club participent au G1 Climax (2014). Dans le Bloc A, Bad Luck Fale termine troisième du bloc avec douze points (6 victoires et 3 défaites) alors Doc Gallows termine la ronde avec huit points (4 victoires et 6 défaites) tandis que dans le bloc B, AJ Styles termine second du bloc avec seize points (8 victoires et 2 défaites), Karl Anderson termine la ronde avec dix points (5 victoires et 5 défaites) alors que Yujiro Takahashi termine le tournoi avec huit points (4 victoires et 6 défaites), donc aucun membre ne remporte le tournoi. Le 10 août, le fondateur de la Global Force Wrestling (GFW) Jeff Jarrett et son manager Scott D'Amore rejoignent le Bullet Club en attaquant Hiroshi Tanahashi après la victoire de ce dernier contre AJ Styles dans un Non-Title Match.

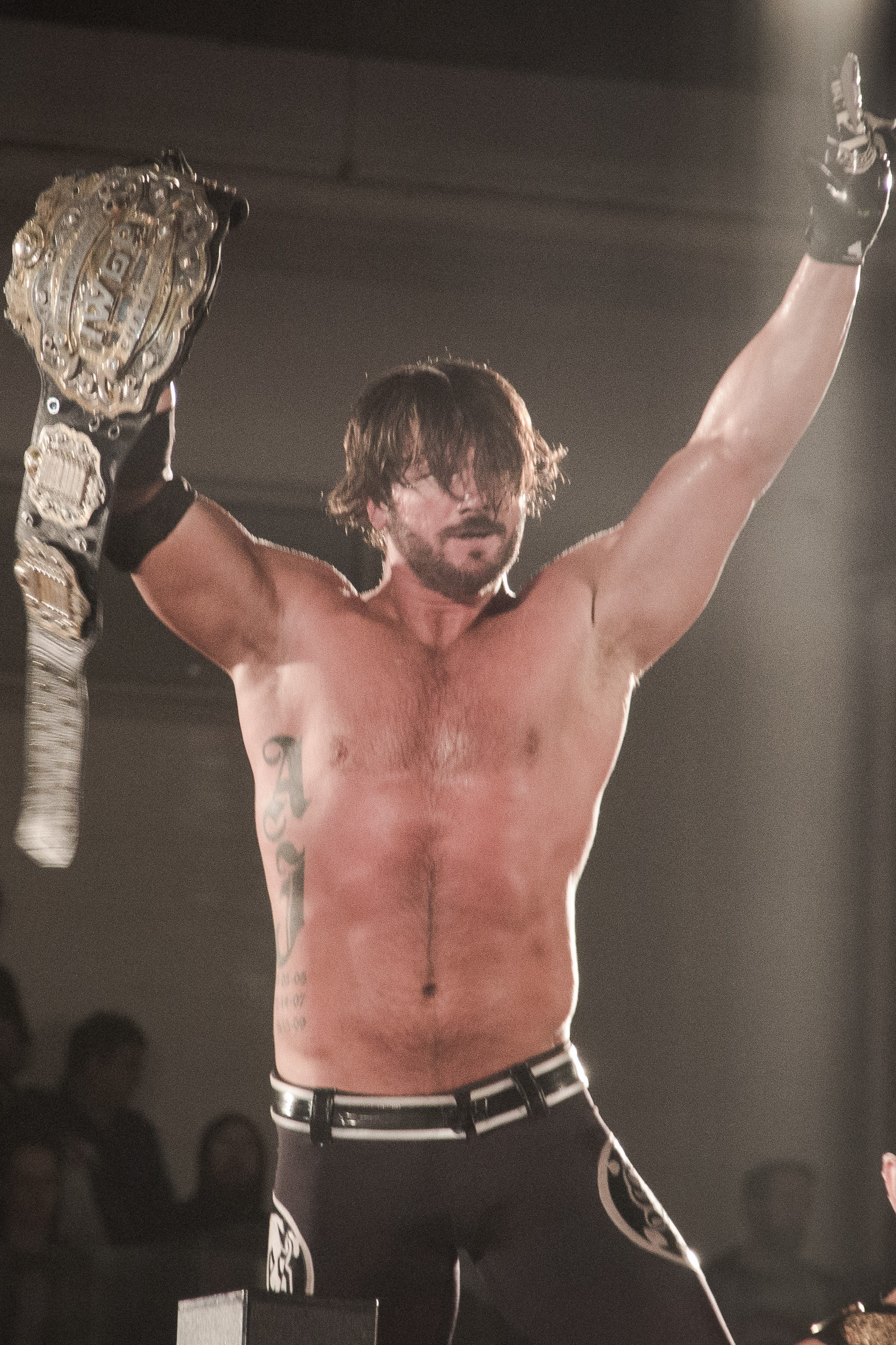
AJ Styles en tant que IWGP Heavyweight Champion en mai 2014.

Lors de Field of Honor (2014), A.J. Styles ne remporte pas le ROH World Championship contre Michael Elgin dans un match qui incluaient Adam Cole et Jay Briscoe. Lors de Death Before Dishonor XII, AJ Styles bat Kyle O'Reilly alors que les Young Bucks perdent contre The Briscoe Brothers. Le lendemain, AJ Styles bat Cedric Alexander tandis que Nick et Matt Jackson font équipe avec Kyle O'Reilly et Bobby Fish pour battre Jay Briscoe, Mark Briscoe, Christopher Daniels et Frankie Kazarian. Lors de All Star Extravaganza VI, A.J. Styles bat Adam Cole alors que les Young Bucks ne remportent pas les ROH World Tag Team Championship contre Kyle O'Reilly et Bobby Fish. Lors de Destruction in Kobe (2014), Yujiro Takahashi et The Young Bucks perdent contre Chaos (Tomohiro Ishii, Alex Koslov et Rocky Romero), AJ Styles et Tama Tonga perdent contre Tetsuya Naito et Kōta Ibushi, Doc Gallows et Karl Anderson conservent les IWGP Tag Team Championship contre Kazuchika Okada et Yoshi-Hashi alors que Bad Luck Fale perd le IWGP Intercontinental Championship contre Shinsuke Nakamura,. Lors de Destruction in Okayama (2014), The Young Bucks battent Alex Koslov et Rocky Romero, Tama Tonga et Bad Luck Fale ont perdu contre Shinsuke Nakamura et Tomohiro Ishii, Yujiro Takahashi conserve le NEVER Openweight Championship contre Yoshi-Hashi, AJ Styles et Doc Gallows perdent contre Tetsuya Naito et Hiroshi Tanahashi tandis que Karl Anderson perd contre Kazuchika Okada et ne remporte pas le "IWGP Heavyweight Championship Contrat" de ce dernier. Lors de King of Pro Wrestling (2014), Bad Luck Fale, Tama Tonga, Doc Gallows et Karl Anderson perdent contre Kōta Ibushi, Togi Makabe, Tomoaki Honma et Yuji Nagata, The Young Bucks ne remportent les IWGP Junior Heavyweight Tag Team Championship contre Alex Shelley et Kushida dans un match qui incluaient Alex Koslov et Rocky Romero, Yujiro Takahashi perd le NEVER Openweight Championship contre Tomohiro Ishii alors que AJ Styles perd le IWGP Heavyweight Championship contre Hiroshi Tanahashi après que l'intervention de Jeff Jarrett soit empêchée par Yoshi Tatsu.

#### Kenny Omega, Amber Gallows et Cody Hall rejoignent le groupe
Du 25 octobre au 3 novembre, The Young Bucks participent au Super Junior Tag Tournament (2014), passant le premier tour en battant Jyushin Thunder Liger et Tiger Mask. Le 1er novembre, il se qualifie pour la finale en battant El Desperado et Taka Michinoku. Le surlendemain lors de la finale, ils perdent contre les Time Splitters et ne remportent pas le tournoi. Lors de Power Struggle (2014), Nick et Matt Jackson ont battu Forever Hooligans (Alex Koslov et Rocky Romero) et Suzuki-gun (El Desperado et Taka Michinoku), Bad Luck Fale, Doc Gallows, Karl Anderson et Yujiro Takahashi battent Captain New Japan, Tetsuya Naito, Togi Makabe et Tomoaki Honma alors que A.J. Styles (avec Jeff Jarrett et Scott D'Amore) bat Yoshi Tatsu, grâce à l'intervention de Jeff Jarrett. Après le match, Yoshi Tatsu se blesse au cou à la suite d'un Styles Clash et d'un coup de guitare asséné par Jeff Jarrett. Plus tard, Kenny Omega qui avait rejoint la NJPW au début du mois, est devenu le plus récent membre du Bullet Club et a défié Ryusuke Taguchi à un match pour le IWGP Junior Heavyweight Championship. Kenny Omega avait déjà rejeté l'idée de rejoindre le Bullet club comme il ne se considérait pas comme un gaijin après six ans de vie au Japon, mais il a maintenant affirmé qu'il avait menti et qu'il voulait seulement l'argent et le titre. Refusant de parler japonais en dépit d'en parler couramment la langue, Kenny Omega se surnomme "The Cleaner" avec l'idée de "nettoyer" la division des poids lourds juniors. Du 22 novembre au 5 décembre , le Bullet Club participent au World Tag League (2014), avec trois équipes présente dans deux blocs séparés. Dans le bloc A, Yujiro Takahashi et A.J. Styles termine le tournoi avec huit points (4 victoires et 3 défaites) tandis que Karl Anderson et Doc Gallows remportent le bloc avec dix points (5 victoires et 2 défaites) pour se qualifier pour la finale alors que dans le bloc B, Tama Tonga et Bad Luck Fale termine la ronde avec six points (3 victoires et 5 défaites). En finale du tournoi, Karl Anderson et Doc Gallows perdent contre Hirooki Goto et Katsuyori Shibata et ne remporte pas le tournoi.
Le 5 décembre, Amber Gallows annonce avoir rejoint le Bullet Club en tant que valet de Doc Gallows et Karl Anderson, tout en prenant le surnom de "Bullet Babe". Lors de Final Battle (2014), The Young Bucks font équipe avec ACH pour battre Cedric Alexander et The Addiction (Christopher Daniels et Frankie Kazarian). Lors de Wrestle Kingdom 9, Tama Tonga participe au New Japan Rumble mais il est éliminé par Yoshi-Hashi, AJ Styles bat Tetsuya Naito, Jeff Jarrett, Bad Luck Fale et Yujiro Takahashi (avec Karen Jarrett et Scott D'Amore) perdent contre Hiroyoshi Tenzan, Satoshi Kojima et Tomoaki Honma (Pendant le match, Jeff Jarrett frappe accidentellement Yujiro Takahashi avec sa guitare, offrant la victoire aux adversaires), The Young Bucks ne remportent pas les IWGP Junior Heavyweight Tag Team Championship contre ReDRagon (Bobby Fish et Kyle O'Reilly) dans un match qui incluaient Forever Hooligans (Alex Koslov et Rocky Romero) et Time Splitters (Alex Shelley et Kushida), Kenny Omega remporte le IWGP Junior Heavyweight Championship en battant Ryusuke Taguchi tandis que Karl Anderson et Doc Gallows (accompagnés de Amber Gallows qui fait ses débuts à la NJPW) perdent les IWGP Tag Team Championship contre Hirooki Goto et Katsuyori Shibata,. Le lendemain lors de New Year Dash !! (2015), Kenny Omega et The Young Bucks perdent contre Kushida, Ryusuke Tagushi et Alex Shelley, Bad Luck Fale et Tama Tonga battent Kazuchika Okada et Toru Yano alors que AJ Styles, Karl Anderson, Doc Gallows et Yujiro Takahashi ont battu Hiroshi Tanahashi, Tetsuya Naito, Hirooki Goto et Katsuyori Shibata. Pendant le show, Karl Anderson annonce que Cody Hall, fils de Scott Hall, membre fondateur du nWo, rejoint le Bullet Club en tant que rookie personnel du groupe et qu'il devra gagner sa place au sein du clan en tant que membre à part entière. En janvier 2015, Mephisto fait son retour au Japon pour prendre part à la tournée Fantastica Mania (2015), au cours de laquelle il rejoint le Bullet Club et défendue avec succès le Mexican National Light Heavyweight Championship contre Stuka, Jr, le 18 janvier. Le lendemain, Yujiro Takahashi et lui battent Ángel de Oro et Stigma. Le 2 février, Cody Hall fait ses débuts à la NJPW et fait équipe avec Doc Gallows, Karl Anderson, Kenny Omega et Yujiro Takahashi mais ils perdent contre Captain New Japan, Hirooki Goto, Katsuyori Shibata, Ryusuke Taguchi et Hiroshi Tanahashi, qui l'a épinglé pour la victoire. Comme c'est généralement le cas avec les "jeunes garçons" au Japon, Cody Hall perdrait beaucoup de ses premiers matchs à la NJPW et se retrouvait souvent placé dans des matchs par équipe.

#### Reconquête des titres
Lors de The New Beginning in Osaka (2015), The Young Bucks récupérent les IWGP Junior Heavyweight Tag Team Championship en battant ReDRagon (Bobby Fish et Kyle O'Reilly) et Time Splitters (Alex Shelley et Kushida), Kenny Omega bat Ryusuke Taguchi et conserve le IWGP Junior Heavyweight Championship, Yujiro Takahashi, Bad Luck Fale et Tama Tonga perdent contre Kazuchika Okada, Toru Yano et Kazushi Sakuraba, Doc Gallows et Karl Anderson remportent les IWGP Tag Team Championship en battant Hirooki Goto et Katsuyori Shibata alors que AJ Styles remporte une nouvelle fois le IWGP Heavyweight Championship en battant Hiroshi Tanahashi. Après ce show, le Bullet Club détient simultanément quatre des six titres de la New Japan, ce qui fait deux le clan le plus puissant du moment au sein de la fédération. Lors de The New Beginning in Sendai (2015), Kenny Omega et les Young Bucks perdent contre Alex Shelley, Kushida et Máscara Dorada, Bad Luck Fale et Yujiro Takahashi perdent contre Kazuchika Okada et Yoshi-Hashi tandis que Doc Gallows, Karl Anderson et Tama Tonga perdent contre Hiroshi Tanahashi, Hirooki Goto et Katsuyori Shibata. Lors de 13th Anniversary Show, Karl Anderson perd contre Michael Bennett et Matt Taven dans un match qui incluaient Christopher Daniels et Frankie Kazarian (Doc Gallows était initialement prévu pour combattre dans ce match auprès de Karl Anderson, mais n'a pas pu y participer à la suite de problèmes de transport), AJ Styles bat ACH alors que The Young Bucks ne remportent pas les ROH World Tag Team Championship en perdant contre Kyle O'Reilly et Bobby Fish. Du 5 au 15 mars, le groupe participe à la New Japan Cup (2015). Lors du 1er tour, Doc Gallows perd contre Kōta Ibushi, Karl Anderson perd contre Tetsuya Naito, Yujiro Takahashi perd contre Yoshi-Hashi alors que Bad Luck Fale bat Kazuchika Okada. Lors du 2e tour, Bad Luck Fale se fait éliminer du tournoi par Tetsuya Naito.
Lors d'Invasion Attack (2015), Tama Tonga, Cody Hall et Yujiro Takahashi perdent contre Hiroyoshi Tenzan, Satoshi Kojima et Tomoaki Honma, les Young Bucks perdent les IWGP Junior Heavyweight Tag Team Championship contre Roppongi Vice (Baretta et Rocky Romero), Kenny Omega conserve le IWGP Junior Heavyweight Championship contre Máscara Dorada, Doc Gallows et Karl Anderson perdent les IWGP Tag Team Championship contre Michael Bennett et Matt Taven à cause d'une distraction de Maria Kanellis, Bad Luck Fale perd contre Kazuchika Okada tandis que AJ Styles conserve le IWGP Heavyweight Championship contre Kota Ibushi grâce à une distraction de Kenny Omega. Lors de Wrestling Hinokuni (2015), Yujiro Takahashi et Cody Hall battent Captain New Japan et Satoshi Kojima, Doc Gallows, Karl Anderson et Kenny Omega battent Alex Shelley, Tetsuya Naito et Tomoaki Honma alors que Bad Luck Fale et Tama Tonga perdent contre Kazuchika Okada et Yoshi-Hashi. Lors de Wrestling Dontaku 2015, Bad Luck Fale, Cody Hall et Tama Tonga perdent contre Hiroyoshi Tenzan, Satoshi Kojima et Tomoaki Honma, The Young Bucks remportent les IWGP Junior Heavyweight Tag Team Championship en battant reDRagon (Kyle O'Reilly et Bobby Fish) et Roppongi Vice (Baretta et Rocky Romero), Kenny Omega bat Alex Shelley pour conserver le IWGP Junior Heavyweight Championship, Doc Gallows, Karl Anderson et Amber Gallows perdent contre The Kingdom (Michael Bennett, Matt Taven et Maria Kanellis) lors d'un Mixed Tag Team Match (le premier match mixte de la fédération depuis octobre 2002) alors que AJ Styles et Yujiro Takahashi battent Chaos (Kazuchika Okada et Yoshi-Hashi). Lors de la première nuit de la tournée War of the Worlds (2015), les Young Bucks battent Michael Bennett et  Matt Taven et The Addiction (Christopher Daniels et Frankie Kazarian) tandis que AJ Styles bat Adam Cole. Le lendemain, AJ Styles et The Young Bucks perdent contre Adam Cole, Michael Bennett et Matt Taven. Lors de la première nuit de la tournée Global Wars (2015), AJ Styles, Matt Jackson, Nick Jackson, Doc Gallows et Karl Anderson perdent contre ROH All-Stars (The Briscoe Brothers (Jay Briscoe et Mark Briscoe), Hanson, Raymond Rowe et Roderick Strong) dans un Ten Man Tag Team match.
Lors de Global Wars (2015) - Tag 2, le match entre Doc Gallows et Karl Anderson et Michael Bennett et Matt Taven (avec Maria Kanellis) se termine en double disqualification alors que AJ Styles et The Young Bucks battent Chaos (Kazuchika Okada, (Beretta et Rocky Romero) dans un Six Man Tag Team Match,.
Du 22 mai au 7 juin, Nick Jackson participe au Best of the Super Juniors (2015). Dans le bloc B, il termine la ronde avec six points (3 victoires et 4 défaites) et ne se qualifie pas pour la finale. Lors de Best in the World (2015), AJ Styles et The Young Bucks battent Adam Cole, Michael Bennett et Matt Taven. Lors de Dominion 7.5, les Young Bucks conservent les IWGP Junior Heavyweight Tag Team Championship contre reDRagon (Kyle O'Reilly et Bobby Fish) et Roppongi Vice (Baretta et Rocky Romero), Bad Luck Fale et Yujiro Takahashi ont perdu contre Tetsuya Naito et Tomoaki Honma, Kenny Omega perd le IWGP Junior Heavyweight Championship contre Kushida, Doc Gallows et Karl Anderson (avec Amber Gallows) battent The Kingdom (Michael Bennett et Matt Taven) pour remporter les IWGP Tag Team Championship alors que AJ Styles perd le IWGP Heavyweight Championship contre Kazuchika Okada. Du 20 juillet au 16 août, cinq membres du Bullet Club participe au G1 Climax (2015). Dans le bloc A, AJ Styles termine la ronde avec douze points (6 victoires et 3 défaites), Bad Luck Fale termine la ronde avec dix points (5 victoires et 4 défaites) tandis que Doc Gallows termine avec six points (3 victoires et 6 défaites) alors que dans le bloc B, Karl Anderson termine la ronde avec douze points (6 victoires et 3 défaites) tandis que Yujiro Takahashi termine la ronde avec six points (3 victoires et 6 défaites) donc aucun d'eux ne se qualifie pour la finale du tournoi. Le 14 août, The Young Bucks et Cody Hall perdent contre Michael Elgin et ReDRagon. Le 16 août, Nick et Matt Jackson perdent les IWGP Junior Heavyweight Tag Team Championship contre ReDRagon (Kyle O'Reilly et Bobby Fish),. Lors de Field of Honor (2015), 
The Young Bucks font équipe avec Matt Sydal et ACH pour battre The Kingdom (Michael Bennett et Matt Taven) et Roppongi Vice (Rocky Romero et Baretta),.
En septembre 2015, A.J. Styles et The Young Bucks représentent le Bullet Club lors du King of Trios 2015 de la Chikara où ils perdent en finale contre Team AAA (Aero Star, Drago et Fénix). Lors de All Star Extravaganza VII, The Young Bucks ne remportent pas les ROH World Tag Team Championship contre Michael Bennett et Matt Taven dans un match qui incluaient Christopher Daniels et Frankie Kazarian alors que AJ Styles bat Adam Cole, Roderick Strong et Michael Elgin dans un Four Corners Survival match pour être challenger pour le ROH World Championship. Lors de Destruction in Okayama (2015), Kenny Omega bat Kushida pour remporter le IWGP Junior Heavyweight Championship pour la deuxième fois, grâce à l'intervention de Karl Anderson, Bad Luck Fale et Tama Tonga ont perdu contre Hiroshi Tanahashi et Matt Sydal, Doc Gallows et Karl Anderson battent Hiroyoshi Tenzan et Satoshi Kojima pour conserver les IWGP Tag Team Championship alors que A.J. Styles et Cody Hall ont perdu contre Kazuchika Okada et Toru Yano. Lors de Destruction in Kobe 2015, Kenny Omega, Karl Anderson et Doc Gallows perdent contre Matt Sydal, Hiroyoshi Tenzan et Satoshi Kojima, AJ Styles, Tama Tonga et Cody Hall ont perdu contre Kazuchika Okada, Toru Yano et Kazushi Sakuraba alors que Bad Luck Fale perd contre Hiroshi Tanahashi et ne remporte pas le "IWGP Heavyweight Championship Contrat" de ce dernier. Lors de King of Pro Wrestling 2015, Kenny Omega bat Matt Sydal pour conserver le IWGP Junior Heavyweight Championship, Bad Luck Fale, Karl Anderson et Doc Gallows perdent contre Shinsuke Nakamura, Kazushi Sakuraba et Toru Yano tandis que AJ Styles perd contre Kazuchika Okada et ne remporte pas le IWGP Heavyweight Championship. Le 23 octobre, Kenny Omega annonce que Chase Owens est le nouveau membre du Bullet Club. Le lendemain, Chase Owens participe en compagnie de Kenny Omega au Super Jr. Tag Tournament (2015), mais ils sont éliminés du tournoi dès le premier tour à la suite de leur défaite contre Roppongi Vice (Baretta et Rocky Romero) alors que The Young Bucks se font éliminer en demi-finales par Matt Sydal et Ricochet après avoir éliminé au premier tour Ryusuke Taguchi et Máscara Dorada. Lors de Power Struggle 2015, Tama Tonga, Doc Gallows et Cody Hall battent Captain New Japan, Juice Robinson et Togi Makabe, Kenny Omega, Chase Owens, Nick Jackson et Matt Jackson perdent contre Kyle O'Reilly, Bobby Fish, Alex Shelley et Kushida, AJ Styles et Bad Luck Fale ont battu Toru Yano et Yoshi-Hashi alors que Karl Anderson perd contre Shinsuke Nakamura et ne remporte pas le IWGP Intercontinental Championship. Du 21 novembre au 9 décembre, trois équipes du Bullet Club participent au World Tag League (2015). Dans le bloc A, Tama Tonga et Bad Luck Fale terminent la ronde avec quatre points (2 victoires et 4 défaites) alors que dans le bloc B, Karl Anderson et Doc Gallows terminent troisième de la ronde avec huit points (4 victoires et 2 défaites) tandis que AJ Styles et Yujiro Takahashi terminent la ronde avec deux points (1 victoire et 6 défaites), donc aucune équipe ne se qualifie pour la finale du tournoi,. Le 18 décembre 2015, Amber Gallows remporte le NWA World Women's Championship contre Santana Garrett. Lors de Final Battle (2015), The Young Bucks perdent contre Kenny King et Rhett Titus dans un match qui incluaient The Briscoe Brothers (Jay Briscoe et Mark Briscoe) et ne deviennent pas aspirants au ROH World Tag Team Championship alors que AJ Styles ne remporte pas le ROH World Championship contre Jay Lethal.

### Kenny Omega leader du clan et conquêtes des titres à la ROH (2016-2018)

#### Départs de AJ Styles, Karl Anderson et Doc Gallows à la WWE
Le 4 janvier 2016, il est annoncé que AJ Styles, Doc Gallows et Karl Anderson ont signé un contrat avec la WWE. Lors de Wrestle Kingdom 10, King Haku qui fait son retour à la NJPW, rejoint le Bullet Club en participant au New Japan Rumble mais il se fera éliminer par Hiroyoshi Tenzan, Doc Gallows et Karl Anderson (avec Amber Gallows) perdent les IWGP Tag Team Championship contre Togi Makabe et Tomoaki Honma, The Young Bucks battent reDRagon (Kyle O'Reilly et Bobby Fish), Ricochet et Matt Sydal et Roppongi Vice (Baretta et Rocky Romero) et remportent les IWGP Junior Heavyweight Tag Team Championship, Tama Tonga, Yujiro Takahashi et Bad Luck Fale perdent contre Jay Briscoe, Mark Briscoe et Toru Yano et ne deviennent pas les premiers NEVER Openweight 6-Man Tag Team Champions de la NJPW, Kenny Omega perd le IWGP Junior Heavyweight Championship contre Kushida alors que AJ Styles perd contre Shinsuke Nakamura ne remporte pas le IWGP Intercontinental Championship. Le lendemain, lors de New Year Dash !! (2016), Tama Tonga, Yujiro Takahashi, Karl Anderson, King Haku et Doc Gallows battent Hiroyoshi Tenzan, Kushida et Satoshi Kojima et Great Bash Heel (Togi Makabe et Tomoaki Honma), AJ Styles et Kenny Omega battent Yoshi-Hashi et Shinsuke Nakamura alors que The Young Bucks et Bad Luck Fale ne remportent pas les NEVER Openweight 6-Man Tag Team Championship contre Chaos (Toru Yano, Jay Briscoe et Mark Briscoe). Le 5 janvier, AJ Styles se fait exclure du Bullet Club après avoir été trahi puis attaqué par le reste du groupe (Karl Anderson, Doc Gallows, Cody Hall, Kenny Omega et The Young Bucks), avec Kenny Omega devenant le nouveau leader du groupe, déclarant qu'il n'est plus un "Junior Heavyweight" et qu'il conteste Shinsuke Nakamura à un match pour le IWGP Intercontinental Championship. Le match cependant n'aboutira jamais à la suite du départ de Shinsuke Nakamura de la fédération, cette dernière lui retirant le titre. Quelque temps après le départ de AJ Styles, Kenny Omega et les Young Bucks forment leur propre clan nommé The Elite, tout en gardant leur affiliation avec le Bullet Club. Selon The Young Bucks, ils ont créé The Elite avec Kenny Omega cette nuit-là sans jamais demander la permission aux bookers de la NJPW. Après que le reste du Bullet Club ait quitté le ring après avoir attaqué AJ Styles, Kenny Omega aurait demandé aux Young Bucks si seulement trois d'entre eux devraient retourner sur le ring pour continuer l'attaque sur AJ Styles comme un "signal à l'audience qu'ils étaient les trois gars". Les trois ont accepté de revenir sur le ring et The Elite est née. Lors de The New Beginning in Osaka 2016, Bad Luck Fale, Tama Tonga et Yujiro Takahashi (avec Shiori) remportent les NEVER Openweight 6-Man Tag Team Championship contre Chaos (Jay Briscoe, Mark Briscoe et Toru Yano), The Young Bucks perdent les IWGP Junior Heavyweight Tag Team Championship contre Ricochet et Matt Sydal dans un match qui incluaient Kyle O'Reilly et Bobby Fish tandis que Kenny Omega, Karl Anderson et Doc Gallows battent Great Bash Heel (Togi Makabe et Tomoaki Honma) et Hiroshi Tanahashi. Grâce à la victoire des NEVER Openweight 6-Man Tag Team Champions le Bullet Club à remporter tous les titres de la NJPW. À partir de cette période de l’année, Cody Hall a principalement disputé des matches par équipe avec ses coéquipiers du Bullet Club, tout en devenant également l'exécuteur et le garde du corps des Young Bucks. Le 14 février à The New Beginning in Niigata 2016, The Young Bucks (Nick Jackson et Matt Jackson) et Cody Hall battent Jushin Thunder Liger, Tiger Mask et Captain New Japan, Bad Luck Fale, Tama Tonga et Yujiro Takahashi perdent les NEVER Openweight 6-Man Tag Team Championship contre Chaos (Jay Briscoe, Mark Briscoe et Toru Yano), Karl Anderson et Doc Gallows ne récupèrent pas les IWGP Tag Team Championship contre Great Bash Heel (Togi Makabe et Tomoaki Honma). Après le match, Tama Tonga entre dans le ring pour défier Togi Makabe et Tomoaki Honma pour un match de championnat, déclarant que son partenaire serait un nouveau membre du Bullet Club avant que Togi Makabe et Tomoaki Honma accepte le défie. Dans le main event, Kenny Omega remporte le vacant IWGP Intercontinental Championship en battant Hiroshi Tanahashi.
Lors de Honor Rising: Japon 2016 - Tag 1, Bad Luck Fale, Cody Hall, Tama Tonga et Yujiro Takahashi ont perdu contre Hiroshi Tanahashi, Michael Elgin, Tomoaki Honma et Moose, Kenny Omega et The Young Bucks battent Bobby Fish, Katsuyori Shibata et Kyle O'Reilly alors que Doc Gallows et Karl Anderson perdent contre Jay Briscoe et Mark Briscoe. Le lendemain, lors de Honor Rising: Japon 2016 - Tag 2, Karl Anderson et Doc Gallows ont disputé leur dernier match au sein de la fédération en perdant avec Bad Luck Fale et Tama Tonga contre Bobby Fish, Hirooki Goto, Kyle O'Reilly et Katsuyori Shibata alors que Kenny Omega et les Young Bucks récupèrent les NEVER Openweight 6-Man Tag Team Championship en battant Toru Yano et The Briscoe Brothers. Le 20 février, Karl Anderson et Doc Gallows quittent officiellement la NJPW, et par conséquent quittent le groupe. En février 2016, il est signalé que Kenny Omega avait signé pour devenir un membre régulier du roster de la ROH. Lors du 14th Anniversary Show, Kenny Omega (qui fait son retour à la ROH) et The Young Bucks conservent les NEVER Openweight 6-Man Tag Team Championship contre Kushida, Matt Sydal et ACH. Du 3 au 12 mars, trois membres du groupe participent à la New Japan Cup (2016), où lors du 1er tour Yujiro Takahashi contre Toru Yano, Tama Tonga bat Togi Makabe tout comme Bad Luck Fale qui bat Hiroshi Tanahashi. Lors du 2e tour, Bad Luck Fale perd contre Michael Elgin tandis que Tama Tonga se fait éliminer par Hirooki Goto. Le 12 mars, Tama Tonga révèle que son partenaire qui se joint au groupe serait son frère Tevita, qui prendra le nom de ring Tanga Loa, avec leur équipe se nommant "Guerrillas of Destiny" (GOD). Le 20 mars, Kenny Omega et The Young Bucks conservent les NEVER Openweight 6-Man Tag Team Championship contre Hiroshi Tanahashi, Juice Robinson et Michael Elgin. Le 27 mars, Cody Hall perd contre Michael Elgin, Kenny Omega bat Jay White, Yujiro Takahashi perd contre Hiroshi Tanahashi, Bad Luck Fale bat Tomoaki Honma alors que Tama Tonga bat Togi Makabe par discalification après que Tanga Loa qui faisait ses débuts à la NJPW ait attaqué Togi Makabe donc le Bullet Club perd le Best of 5 Series contre la NJPW (2-3). Cette attaque de Tonga Loa conduit à son premier match à la fédération le 1er avril, où Tama Tonga, Bad Luck Fale, Kenny Omega et Yujiro Takahashi et lui ont perdu contre Togi Makabe, Tomoaki Honma, Juice Robinson, Hiroshi Tanahashi et Michael Elgin dans un Ten-man Elimination Tag Team Match. Lors de Supercard of Honor X, The Young Bucks battent The Motor City Machine Guns (Alex Shelley et Chris Sabain). Lors de Supercard of Honor X - Tag 2, The Young Bucks perdent contre The Briscoe Brothers et ne deviennent pas challengers au ROH World Tag Team Championship au cours d'un Four Corners Survival Tag Team Match qui incluaient The Motor City Machine Guns (Alex Shelley et Chris Sabin) et The Addiction (Christopher Daniels et Frankie Kazarian). Le 2 avril, Cody Hall remporte sa première victoire dans un match simple à la NJPW contre le "jeune garçon" Hirai Kawato. Lors d'Invasion Attack 2016, Yujiro Takahashi et Bad Luck Fale battent Juice Robinson et Ryusuke Taguchi, Kenny Omega et The Young Bucks (avec Cody Hall) perdent les NEVER Openweight 6-Man Tag Team Championship contre Hiroshi Tanahashi, Michael Elgin et Yoshi Tatsu tandis que Tama Tonga et Tanga Loa remportent les IWGP Tag Team Championship en battant Togi Makabe et Tomoaki Honma. Pendant le show, alors qu'il intervenait en faveur de l'Élite, Cody Hall se blesse gravement à la tête et par conséquent quitte le Bullet Club pour se remettre de sa blessure. Le 23 avril, Kenny Omega, Bad Luck Fale et Yujiro Takahashi perdent contre Hiroshi Tanahashi, Michael Elgin et Yoshi Tatsu et ne remportent pas les NEVER Openweight 6-Man Tag Team Championship. Le 27 avril, Kenny Omega conserve le IWGP Intercontinental Championship contre Michael Elgin. Lors de Wrestling Dontaku (2016), Bad Luck Fale et Yujiro Takahashi ont battu Captain New Japan et Juice Robinson, Kenny Omega et The Young Bucks remportent pour la deuxième fois les NEVER Openweight 6-Man Tag Team Championship en battant Hiroshi Tanahashi, Michael Elgin et Yoshi Tatsu tandis que Tama Tonga et Tanga Loa conservent les IWGP Tag Team Championship contre Togi Makabe et Tomoaki Honma.
Lors de Global Wars (2016), The Young Bucks, Tama Tonga et Tanga Loa battent Matt Sydal, Alex Shelley, Chris Sabin et Kushida. Plus tard, Adam Cole est révélé en tant que nouveau membre du Bullet Club en aidant les Guerrillas of Destiny et The Young Bucks à passer à tabac Jay Lethal et Colt Cabana ainsi que le personnel de la ROH. Lors de War of the Worlds (2016) - Night 1, Adam Cole, The Young Bucks, Tama Tonga et Tanga Loa battent Colt Cabana, Jay Briscoe, Mark Briscoe, Alex Shelley et Chris Sabin. Durant le match, Adam Page rejoint également le Bullet Club en se retournant contre Colt Cabana, The Briscoe Brothers et The Motor City Machine Guns. Adam Cole forme ensuite un autre sous-groupe du Bullet Club avec The Young Bucks, nommé "Superkliq". Lors de War of the Worlds (2016) - Night 2, Kenny Omega, Matt Jackson et Nick Jackson battent Hiroshi Tanahashi, Michael Elgin et Yoshi Tatsu, Adam Page perd contre Colt Cabana pendant que Kenny Omega, The Young Bucks, Tama Tonga et Tonga Loa perdent contre Jay Briscoe, Mark Briscoe, Colt Cabana et Jay Lethal. Lors de War of the Worlds (2016) - Night 3, Adam Page, Tama Tonga et Tonga Loa perdent contre Jay Briscoe, Mark Briscoe et Jushin Thunder Liger alors que Adam Cole et Matt Jackson ont perdu contre Roderick Strong et Jay Lethal lors d'un Three Way Tag Team match qui incluaient Chaos (Kazuchika Okada et Tomohiro Ishii). Du 21 mai au 7 juin, Chase Owens participe au Best of the Supers Juniors (2016), où il termine deuxième du bloc B avec six points (3 victoires et 4 défaites), ne se qualifiant donc pas pour la finale. Lors de Dominion 6.19, Hangman Page, Bad Luck Fale et Yujiro Takahashi battent Togi Makabe, Yoshi Tatsu et Captain New Japan, The Young Bucks remportent les IWGP Junior Heavyweight Tag Team Championship contre Matt Sydal et Ricochet dans un match qui incluaient reDRagon (Bobby Fish et Kyle O'Reilly) et Roppongi Vice (Beretta et Rocky Romero), Tama Tonga et Tanga Loa perdent les IWGP Tag Team Championship contre The Briscoe Brothers (Jay Briscoe et Mark Briscoe) alors que Kenny Omega perd le IWGP Intercontinental Championship contre Michael Elgin lors du premier Ladder Match de la NJPW. Adam Page qui faisait ses débuts à la NJPW, a pris le nom de ring Hangman Page, qu'il utilisera aussi à la ROH. Lors de Best in the World (2016), Adam Cole et The Young Bucks battent War Machine (Hanson et Raymond Rowe) et Moose. Le lendemain, Adam Cole et The Young Bucks ont attaqué Jay Lethal et lui ont rasé les cheveux, permettant à Adam Cole de deviner challenger au titre de ce dernier. Le 3 juillet, Kenny Omega et The Young Bucks perdent les NEVER Openweight 6-Man Tag Team Championship contre Matt Sydal, Ricochet et Satoshi Kojima. Du 18 juillet au 14 août, trois membres du Bullet Club ont participé au G1 Climax 2016. Dans le bloc A, Bad Luck Fale termine deuxième du bloc avec douze points (6 victoires et 3 défaites) tandis que dans le bloc B, Tama Tonga termine en bas du bloc avec huit points (4 victoires et 5 défaites) alors que Kenny Omega remporte le bloc avec quatorze points (7 victoires et 2 défaites), se qualifiant pour la finale du tournoi. Le 14 août, Yujiro Takahashi et Hangman Page ne remportent pas les IWGP Tag Team Championship contre Jay Briscoe et Mark Briscoe tandis que Kenny Omega bat Hirooki Goto pour remporter le G1 Climax, lors de sa première tentative et devenir le premier et unique catcheur non-japonais (Gaijin) à remporter le G1 Climax. Lors de Death Before Dishonor XIV, Yujiro Takahashi, Tama Tonga et Tonga Loa perdent contre Chaos (Baretta, Rocky Romero et Toru Yano), Hangman Page bat Jay Briscoe alors que Adam Cole remporte le ROH World Championship contre Jay Lethal, soulignant la dominance du clan dans le monde entier.

#### Multiples arrivées et départs dans le groupe
Lors de Field of Honor (2016), 
Hangman Page, Yujiro Takahashi et The Young Bucks battent ACH, Lio Rush et Motor City Machine Guns (Alex Shelley et Chris Sabin) puis Adam Cole bat Jay Lethal, Tetsuya Naito et Hiroshi Tanahashi pour conserver le ROH World Championship. Lors de Destruction in Tokyo, Chase Owens, Tama Tonga et Tonga Loa perdent contre Hirooki Goto, Tomohiro Ishii et Gedo tandis que Bad Luck Fale, Kenny Omega et Yujiro Takahashi ont perdu contre Kazuchika Okada, Will Ospreay et Yoshi-Hashi. Lors de Destruction in Hiroshima, les Guerrillas of Destiny (Tama Tonga et Tonga Loa) battent Roppongi Vice (Rocky Romero et Baretta), Yujiro Takahashi et Chase Owens perdent contre Hirooki Goto et Tomohiro Ishii, The Young Bucks ne remportent pas les IWGP Tag Team Championship contre The Briscoe Brothers (Jay Briscoe et Mark Briscoe), Adam Cole conserve le ROH World Championship contre Will Ospreay alors que Bad Luck Fale perd contre Kazuchika Okada. Dans le main event, Kenny Omega bat Yoshi-Hashi pour conserver son "IWGP Heavyweight Championship Contract". Lors de Destruction in Kobe, Yujiro Takahashi et Chase Owens battent Captain New Japan et Yoshi Tatsu. Pendant le match, Captain New Japan trahit et attaque Yoshi Tatsu après avoir été refusé au sein du Hunter Club pour rejoindre le Bullet Club, devenant son deuxième membre japonais après Yujiro Takahashi. Après ça, Adam Cole et The Young Bucks perdent contre Satoshi Kojima, David Finlay et Ricochet et ne remportent pas les vacants NEVER Openweight 6-Man Tag Team Championship alors que Bad Luck Fale, Kenny Omega, Tama Tonga et Tonga Loa perdent contre Hirooki Goto, Jay Briscoe, Mark Briscoe et Tomohiro Ishii. Dans une interview en coulisses, Kenny Omega accueille Captain New Japan au sein du Bullet Club, mais qualifie son personnage de ridicule et lui dit de trouver un nouveau nom et un nouveau costume. Le lendemain, Kenny Omega donne à Captain New Japan le nouveau nom de ring Bone Soldier. Lors de All Star Extravaganza VIII, Hangman Page perd contre Kyle O'Reilly, Adam Cole bat Michael Elgin pour conserver le ROH World Championship tandis que The Young Bucks remportent les ROH World Tag Team Championship pour la deuxième fois en battant The Addiction (Christopher Daniels et Frankie Kazarian) et The Motor City Machine Guns (Alex Shelley et Chris Sabin) dans un Three-Way Tag Team Ladder Match. Du 30 septembre au 2 décembre, Adam Cole et The Young Bucks ont participé au tournoi pour couronner les premiers ROH World Six-Man Tag Team Champions de la ROH, mais ils sont éliminés dès le premier tour après avoir perdu contre The Kingdom (Matt Taven, T.K. O'Ryan et Vinny Marseglia). Lors de King of Pro Wrestling, Adam Cole, Bad Luck Fale et Yujiro Takahashi perdent contre Tomohiro Ishii, Will Ospreay et Yoshi-Hashi, les Young Bucks conservent les IWGP Junior Heavyweight Tag Team Championship contre David Finlay et Ricochet, Tama Tonga et Tanga Loa battent The Briscoe Brothers et remportent les IWGP Tag Team Championship pour la deuxième fois tandis que Kenny Omega bat Hirooki Goto pour conserver son "IWGP Heavyweight Championship Contract" et ainsi consolidé sa place dans l'événement principal de Wrestle Kingdom 11. Lors de Glory by Honor XV, Nick Jackson perd contre Kamaitachi lors d'un match qui incluaient ACH et Ángel de Oro, Matt Jackson perd contre Jay Lethal, les Young Bucks conservent les ROH World Tag Team Championship par disqualification contre Christopher Daniels et Frankie Kazarian tandis que Adam Cole et Hangman Page perdent contre reDRagon (Kyle O'Reilly et Bobby Fish). Le lendemain, Hangman Page bat ACH, après Adam Cole et The Young Bucks font partie de la Team "ROH Champions" avec Bobby Fish mais leur match contre la Team "ROH All-Stars" (Jay Briscoe, Mark Briscoe, Colt Cabana et Dalton Castle) se termine en No-Contest puis les Young Bucks conservent les ROH World Tag Team Championship en battant Colt Cabana et Dalton Castle.
Du 21 octobre au 5 novembre, les Young Bucks participent au Super Jr. Tag Tournament (2016), où ils sont éliminés dès le premier tour après leurs défaites contre ACH et Taiji Ishimori. Lors de Power Struggle (2016), le trio composé de Bone Soldier, Chase Owens et Yujiro Takahashi battent Togi Makabe, Tomoaki Honma et Yoshi Tatsu, Tama Tonga et Tanga Loa conservent les IWGP Tag Team Championship en battant Chaos (Tomohiro Ishii et Yoshi-Hashi) alors que Adam Cole, Kenny Omega et les Young Bucks ont battu Kazuchika Okada, Gedo, Will Ospreay et Hirooki Goto. Du 18 novembre au 10 décembre, le Bullet Club participe au World Tag League (2016), avec quatre équipes représente le groupe. Dans le bloc A, Tama Tonga et Tanga Loa terminent premier du bloc avec 12 points (6 victoires et 1 défaite) se qualifiant pour la finale du tournoi tandis que Hangman Page et Yujiro Takahashi terminent deuxième du bloc avec huit points (4 victoires et 3 défaites). Dans le bloc B, Kenny Omega et Chase Owens terminent avant-dernier du bloc avec six points (1 victoire et 6 défaites) alors que Bad Luck Fale et Bone Soldier terminent dernier du bloc avec zéro point (0 victoire et 7 défaites). Pendant le tournoi, Chase Owens déclare ne plus être un Poids-lourds junior avant d'être promu dans la division Poids-lourds de la fédération,. Les performances de Bone Soldier durant le tournoi ont conduit Kenny Omega a le qualifier de "désastre intergalactique". Lors de Final Battle (2016), The Young Bucks conservent les ROH World Tag Team Championship contre les Briscoe Brothers alors que Adam Cole perd le ROH World Championship contre Kyle O'Reilly lors d'un No Disqualification Match. Le 10 décembre, Cody Rhodes est révélé en tant que nouvelle recrue du Bullet Club. Plus tard dans la soirée, les Guerrillas of Destiny perdent en finale du World Tag League face à Togi Makabe et Tomoaki Honma.

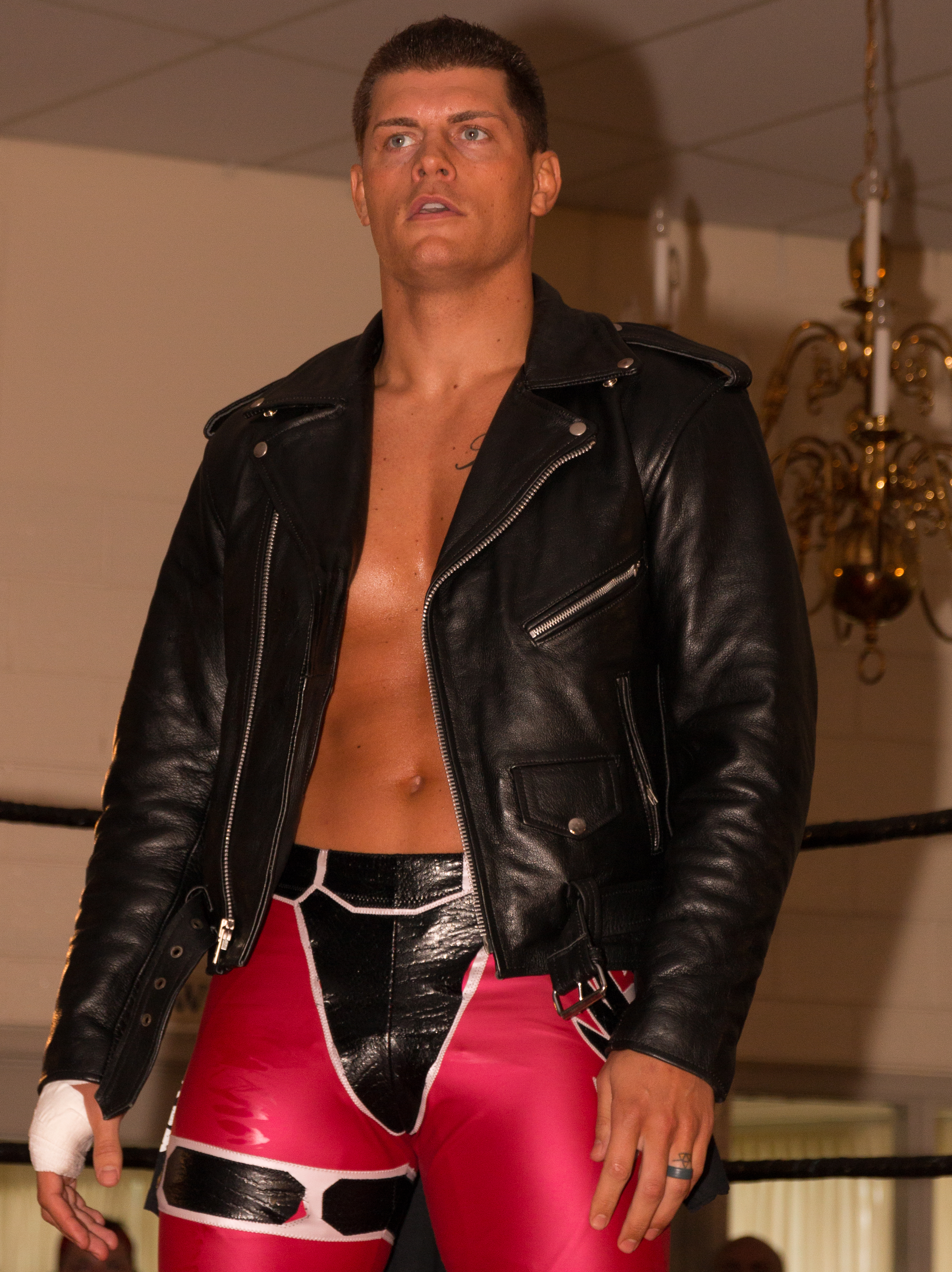
Cody, qui a rejoint le groupe en décembre 2016.

Lors de Wrestle Kingdom 11, Bone Soldier participe au  New Japan Rumble mais il se fait éliminer par Cheeseburger, The Young Bucks perdent les IWGP Junior Heavyweight Tag Team Championship contre Roppongi Vice (Baretta et Rocky Romero), Bad Luck Fale, Hangman Page et Yujiro Takahashi perdent contre Los Ingobernables de Japón (Bushi, Evil et Sanada) dans un Gauntlet match qui comprenaient également Chaos (Jado, Will Ospreay et Yoshi-Hashi) et David Finlay, Ricochet et Satoshi Kojima et ne remportent pas les NEVER Openweight 6-Man Tag Team Championship, Cody bat Juice Robinson, Adam Cole bat Kyle O'Reilly pour remporter le ROH World Championship pour la deuxième fois, Tama Tonga et Tanga Loa perdent les IWGP Tag Team Championship contre Chaos (Tomohiro Ishii et Toru Yano) dans un Three-way Tag Team Match qui comprenaient également Great Bash Heel (Togi Makabe et Tomoaki Honma) alors que Kenny Omega perd contre Kazuchika Okada et ne remporte pas le IWGP Heavyweight Championship. Le journaliste de lutte Dave Meltzer, du Wrestling Observer Newsletter, ira même jusqu'à attribuer au match de Kenny Omega et Kazuchika Okada la note exceptionnelle de 6 étoiles, chose qui ne s'était jamais produite auparavant, ajoutant: « Ils ont peut-être fait le meilleur match de l'histoire de la lutte professionnelle et que c'était le meilleur match qu'il ait jamais vu ». Le lendemain, lors de New Year Dash !! (2017), Yujiro Takahashi et Hangman Page ont battu Yoshi Tatsu et Billy Gunn, 
The Young Bucks et Adam Cole perdent contre Yoshi-Hashi, Rocky Romero et Baretta alors que Kenny Omega, Tama Tonga, Tonga Loa, Bad Luck Fale et Bone Soldier ont perdu contre la Team 2000 (Scott Norton, Hiro Saito, Hiroyoshi Tenzan, Satoshi Kojima et Cheeseburger). Le 5 janvier, Bone Soldier quitte le Bullet Club quand la NJPW le vire à cause de problème de jeu. Le 11 février, Adam Cole, Cody, et The Young Bucks battent Jay Lethal, Bobby Fish et The Briscoe Brothers (Mark Briscoe et Jay Briscoe). Après le match, Frankie Kazarian se retourne contre son partenaire Christopher Daniels et rejoint le Bullet Club,.
En février, Kenny Omega fait son retour à la NJPW après une courte pause pour réévaluer son avenir. À son retour, des tensions se créer entre lui et Adam Cole avec The Young Bucks pris au centre. Lors de Honor Rising: Japan 2017 - Tag 1, Bad Luck Fale, Yujiro Takahashi, Tama Tonga et Tonga Loa  perdent contre Yoshi-Hashi, Hirooki Goto, Kazuchika Okada et Will Ospreay, The Young Bucks perdent contre Hanson et Raymond Rowe, Cody et Hangman Page perdent contre Jay Lethal et Katsuyori Shibata tandis que Adam Cole et Kenny Omega battent Mark Briscoe et Jay Briscoe. Lors de Honor Rising: Japan 2017 - Tag 2, Guerrillas of Destiny (Tama Tonga et Tonga Loa) perdent contre War Machine, Bad Luck Fale, Yujiro Takahashi et Hangman Page battent Hiroshi Tanahashi, Jay Lethal et Juice Robinson, Adam Cole conserve le ROH World Championship contre Yoshi-Hashi alors que Kenny Omega, Nick Jackson, Matt Jackson et Cody battent Kazuchika Okada, Will Ospreay, Jay Briscoe et Mark Briscoe. Lors de Manhattan Mayhem VI, The Young Bucks conservent les ROH World Tag Team Championship contre Jay White et Lio Rush mais juste après ils perdent les titres face au Hardy Boyz (Jeff Hardy et Matt Hardy) ensuite Cody, Hangman Page et Frankie Kazarian battent Jay Briscoe, Jay Lethal et Mark Briscoe tandis que Adam Cole conserve le ROH World Championship contre Bobby Fish. Lors du  NJPW 45th anniversary show, Kenny Omega, Bad Luck Fale, Yujiro Takahashi, Tama Tonga et Tonga Loa battent Jushin Thunder Liger, Yuji Nagata, David Finlay, Tiger Mask et Togi Makabe. Le lendemain, Tanga Loa, Bad Luck Fale et Yujiro Takahashi perdent contre Yuji Nagata, Juice Robinson et Michael Elgin alors que Kenny Omega et Tama Tonga battent Toru Yano et Tomohiro Ishii.
Lors du ROH 15th Anniversary Show, Frankie Kazarian bat Hangman Page, Chris Sabin, Punishment Martinez, Cheeseburger et Silas Young pour être challenger au ROH World Television Championship, The Young Bucks perdent contre The Hardys (Matt Hardy et Jeff Hardy) et ne récupèrent pas les ROH World Tag Team Championship au cours d'un Las Vegas Street Fight match qui incluaient Beretta et Rocky Romero alors que Adam Cole perd le ROH World Championship contre Christopher Daniels après que Frankie Kazarian a trahi le Bullet Club un mois après les avoirs rejoint, révélant que son affiliation n’était qu’une ruse pour aider Christopher Daniels a rempoter le titre. Du 11 au 20 mars, le groupe participe à la New Japan Cup (2017), où lors du premier tour Bad Luck Fale bat Michael Elgin, Tanga Loa perd contre Yuji Nagata, Tama Tonga perd contre Toru Yano, Yujiro Takahashi perd contre Juice Robinson et Kenny Omega perd contre Tomohiro Ishii. Lors du second tour, Bad Luck Fale bat Toru Yano. Lors de la demi-finale, Bad Luck Fale bat Evil. Lors de la finale du tournoi, Bad Luck Fale perd contre Katsuyori Shibata. Le 13 mars, Adam Cole déçu des Young Bucks pour ne pas l'avoir aidé lors de son match face à Christopher Daniels décide de les exclure du Bullet Club mais les deux ont répliqué en déclarant qu'il ne pouvait pas car il n'est pas le leader du groupe et que c'est Kenny Omega mais Adam Cole rétorque en disant qu'il n'a pas peur de Kenny Omega. Malgré les dissensions au sein des Superkliq, Adam Cole est resté membre du Bullet Club. Lors de Supercard of Honor XI, Adam Cole perd contre Marty Scurll et ne remporte pas le ROH World Television Championship, Hangman Page, Tama Tonga et Tanga Loa perdent contre Jay Briscoe, Mark Briscoe et Bully Ray
et ne remporte pas les ROH World Six-Man Tag Team Championship, Cody perd contre Jay Lethal alors que The Young Bucks battent The Hardys et récupèrent les ROH World Tag Team Championship dans un Ladder Match. Lors de Sakura Genesis 2017, Chase Owens, Tama Tonga, Tanga Loa et Yujiro Takahashi battent Tiger Mask, Tiger Mask W, Togi Makabe et Yūji Nagata puis Kenny Omega et Bad Luck Fale battent Chaos (Toru Yano et Tomohiro Ishii). Plus tard dans la soirée, Bad Luck Fale attaque le IWGP Heavyweight Champion Kazuchika Okada et le défie pour son titre. Lors de Wrestling Dontaku (2017), Chase Owens et Yujiro Takahashi perdent contre Will Ospreay et Yoshi-Hashi, Cody bat David Finlay, Tama Tonga et Tanga Loa ne remportent pas les IWGP Tag Team Championship contre War Machine (Hanson et Raymond Rowe) au cours d'un match qui incluaient Hiroyoshi Tenzan et Satoshi Kojima, Kenny Omega s'impose contre Tomohiro Ishii tandis que Bad Luck Fale perd contre Kazuchika Okada et ne remporte pas le IWGP Heavyweight Championship.
Lors de War of the Worlds (2017) - Night 1, Hangman Page perd contre Bully Ray lors d'un match qui incluaient Punishment Martinez, Cody 
bat Will Ospreay puis The Elite (Kenny Omega et The Young Bucks) battent The Addiction (Christopher Daniels et Frankie Kazarian) et Hiroshi Tanahashi. Lors de War of the Worlds (2017) - Night 2, Cody, Hangman Page et The Young Bucks perdent contre Chaos (Hirooki Goto, Will Ospreay, Rocky Romero et Beretta). Lors de War of the Worlds (2017) - Night 3, Hangman Page bat Frankie Kazarian, The Young Bucks conservent les ROH World Tag Team Championship contre Bushi et Tetsuya Naito, Adam Cole perd contre Hiroshi Tanahashi alors que Cody perd contre Christopher Daniels et ne remporte pas le ROH World Championship lors d'un match qui incluaient Jay Lethal. Pendant le show, Kenny Omega et The Young Bucks virent Adam Cole du groupe et donne sa place au ROH World Television Champion Marty Scurll. Lors de War of the Worlds (2017) - Night 4, Cody bat Frankie Kazarian, Hangman Page bat Adam Cole, Hangman Page et les Young Bucks perdent contre Rocky Romero, Chuckie T et Beretta, Marty Scurll perd le ROH World Television Championship contre Kushida à cause d'une distraction de Adam Cole tandis que Marty Scurll bat Adam Cole. Lors de Wrestling Toyonokuni 2017, Tama Tonga, Tanga Loa et Yujiro Takahashi battent Hiroyoshi Tenzan, Satoshi Kojima et David Finlay alors que Bad Luck Fale, Kenny Omega et Chase Owens perdent contre Kazuchika Okada, Tomohiro Ishii et Toru Yano.
Lors de Dominion 6.11 à Osaka-jo Hall, Hangman Page, Bad Luck Fale et Yujiro Takahashi perdent contre Los Ingobernables de Japón (Bushi, Evil et Sanada) dans un Gauntlet match qui comprenaient également Chaos (Tomohiro Ishii, Toru Yano et Yoshi-Hashi), Suzuki-gun (Taichi, Yoshinobu Kanemaru et Zack Sabre, Jr.) et Tagushi Japan (Juice Robinson, Ricochet et Ryusuke Taguchi) et ne remportent pas les NEVER Openweight 6-Man Tag Team Championship, The Young Bucks remportent les IWGP Junior Heavyweight Tag Team Championship pour la sixième fois en battant Roppongi Vice (Rocky Romero et Berreta), Cody bat Michael Elgin, les Guerrillas of Destiny battent War Machine (Hanson et Raymond Rowe) pour gagner les IWGP Tag Team Championship pour la troisième fois tandis que le match de Kenny Omega contre Kazuchika Okada se termine sur un tirage au sort de 60 minutes, le premier match nul de 60 minutes depuis 12 ans à la NJPW donc Kenny Omega ne  remporte pas le IWGP Heavyweight Championship. Pendant le match, Kenny Omega et Cody ont commencé à se disputer lorsque Cody a voulu jeter l’éponge et arrêter le match, insistant sur le fait qu'il était trop grièvement blessé mais les Young Bucks l'ont empêché de le faire. Lors de Best in the World (2017), Hangman Page perd contre Frankie Kazarian, Marty Scurll perd son match revanche contre Yujiro Kushida et ne récupère pas le ROH World Television Championship, les Young Bucks battent War Machine (Hanson et Raymond Rowe) et The Best Friends (Chuckie T et Beretta) pour conserver les ROH World Tag Team Championship alors que Cody remporte le ROH World Championship en battant Christopher Daniels et devient Champion du Monde pour la première fois de sa carrière.
Lors du show "G1 Special in USA" - Tag 1, Marty Scurll, Matt et Nick Jackson, Bad Luck Fale et Yujiro Takahashi perdent contre Baretta, Jay Briscoe, Mark Briscoe, Rocky Romero et Will Ospreay, les Guerrillas of Destiny perdent les IWGP Tag Team Championship contre War Machine lors d'un No Disqualification Match, Hangman Page perd contre Jay Lethal alors que Kenny Omega bat Michael Elgin lors du premier tour du IWGP United States Heavyweight Championship Tournament alors que Cody ne remporte pas le IWGP Heavyweight Championship contre Kazuchika Okada qui conserve son titre,. Pendant le combat, Kenny Omega a joué ce qui s'était passé à Dominion, quand il est sorti pour demander à Brandi Rhodes de faire abandonner Cody en jetant la serviette mais celui-ci refuse et la rejette sur Kenny Omega après s’être essuyé avec, ce qui a conduit Cody à confronter Kenny Omega après le show. Lors du show "G1 Special in USA - Tag 2", les Young Bucks conservent les IWGP Junior Heavyweight Tag Team Championship contre les Roppongi Vice (Rocky Romero et Berreta), Hangman Page, Tama Tonga et Tonga Loa (accompagné de King Haku) battent Michael Elgin, Hanson et Raymond Rowe après Cody, Bad Luck Fale, Marty Scurll et Yujiro Takahashi battent Kazuchika Okada, Jay Briscoe, Mark Briscoe et Will Ospreay tandis que Kenny Omega bat Jay Lethal lors de la demi-finale du IWGP United States Heavyweight Championship Tournament puis Tomohiro Ishii pour devenir le premier IWGP United States Heavyweight Champion de la NJPW. Après le match, Cody rejoint Kenny Omega pour le prendre dans ses bras et lui mettre sa ceinture, suivi du Bullet Club entier pour célébrer avec le nouveau champion.

#### Dominations des titres à la ROH
Du 17 juillet au 13 août, trois membres du Bullet Club ont participé au G1 Climax (2017). Dans le bloc A, Bad Luck Fale termine troisième du bloc avec douze points (6 victoires et 3 défaites) tandis que dans le bloc B, Kenny Omega remporte le bloc pour atteindre la finale du tournoi avec quatorze points (7 victoires et 2 défaites) dont une victoire sur Kazuchika Okada pendant leur 3e confrontations alors que Tama Tonga termine au milieu du bloc avec huit points (4 victoires et 5 défaites). Pendant l'affrontement entre Kenny Omega et Tama Tonga, des tensions sont survenus quand Tama Tonga a remis en question le leadership de Kenny Omega au sein du Bullet Club à cause de son affiliation avec The Elite mais Kenny Omega l'emporte et les deux compères font la paix. Le 13 août, The Young Bucks perdent les IWGP Junior Heavyweight Tag Team Championship contre Ricochet et Ryusuke Taguchi, Cody et Hangman Page perdent contre War Machine (Hanson et Raymond Rowe) et ne remportent pas les IWGP Tag Team Championship alors que Kenny Omega perd contre Tetsuya Naito et ne remporte pas le G1 Climax. Lors de ROH War of the Worlds UK - Tag 2, les Young Bucks conservent les ROH World Tag Team Championship contre Christopher Daniels et Frankie Kazarian alors que Cody conserve le ROH World Championship contre Sanada. Lors de ROH War of the Worlds UK - Tag 3, Hangman Page et The Young Bucks remportent les ROH World Six-Man Tag Team Championship en battant Dalton Castle et The Boys (Brandon et Brent) tandis que Cody et Marty Scurll battent The Addiction. Grâce à la victoire des ROH World Six-Man Tag Team Champions, le groupe à remporter tous les titres de la ROH tout en possédant simultanément trois de ses quatre championnats. Le 6 septembre, il est annoncé que Leo Tonga rejoint le Bullet Club aux côtés de ses frères Tama Tonga et Tanga Loa, en tant que remplaçant de Kenny Omega lors de la prochaine tournée Road to Destruction en raison d'une blessure au genou de ce dernier,. Le 7 septembre, il fait ses débuts à la NJPW aux côtés de Tama Tonga et Tanga Loa mais ils perdent contre War Machine (Hanson et Raymond Rowe) et Juice Robinson. Lors de Destruction in Fukushima, Chase Owens et Yujiro Takahashi battent Jado et Beretta, Leo Tonga et Bad Luck Fale perdent contre David Finlay et Juice Robinson alors que Tama Tonga et Tanga Loa ne remportent pas les IWGP Tag Team Championship contre War Machine (Hanson et Raymond Rowe) dans un Three-Way Match qui incluaient Killer Elite Squad (Davey Boy Smith Jr. et Lance Archer). Lors de Destruction in Hiroshima, Leo Tonga et Bad Luck Fale ont perdu contre David Finlay et Juice Robinson, Chase Owens et Yujiro Takahashi perdent contre Rocky Romero et Beretta tandis que Tama Tonga et Tanga Loa ne remportent pas les IWGP Tag Team Championship contre War Machine (Hanson et Raymond Rowe) dans un Three-Way Match qui incluaient Killer Elite Squad (Davey Boy Smith Jr. et Lance Archer).
Lors de Death Before Dishonor XV, Marty Scurll bat Chuckie T, Hangman Page et The Young Bucks conservent les ROH World Six-Man Tag Team Championship contre Bully Ray et The Briscoe Brothers, The Young Bucks perdent les ROH World Tag Team Championship contre The Motor City Machine Guns (Chris Sabin et Alex Shelley) à cause d'une intervention de Christopher Daniels et Frankie Kazarian alors que Cody conserve le ROH World Championship contre Minoru Suzuki. Lors de Destruction in Kobe, Bad Luck Fale et Chase Owens perdent contre Hirooki Goto et Yoshi-Hashi, Yujiro Takahashi perd contre Beretta, Tama Tonga et Tanga Roa ne remportent pas les IWGP Tag Team Championship contre Killer Elite Squad (Davey Boy Smith Jr. et Lance Archer) lors d'un Three-Way Match qui incluaient War Machine (Hanson et Raymond Rowe) alors que Kenny Omega conserve le IWGP United States Heavyweight Championship contre Juice Robinson. Lors de ROH TV du 7 octobre, Hangman Page et The Young Bucks conservent les ROH World Six-Man Tag Team Championship contre Minoru Suzuki, Silas Young et Beer City Bruiser, Cody conserve le ROH World Championship contre Cheeseburger, Marty Scurll bat Jay White puis Cody conserve le ROH World Championship contre Scorpio Sky. Lors de King of Pro-Wrestling (2017), Bad Luck Fale, Leo Tonga et Yujiro Takahashi perdent contre Los Ingobernables de Japón (Bushi, Hiroshi Tanahashi et Sanada), Kenny Omega, Cody et Marty Scurll battent Chaos (Jado, Beretta et Yoshi-Hashi) alors que les Guerrillas of Destiny ne remportent pas les IWGP Tag Team Championship en perdant contre Killer Elite Squad (Davey Boy Smith Jr. et Lance Archer) dans un Three-Way Match qui incluaient War Machine (Hanson et Raymond Rowe). Durant la soirée, Marty Scurll défie Will Ospreay pour le IWGP Junior Heavyweight Championship.
Lors Global Wars (2017) - Tag 1, Hangman Page perd contre Kushida, Cody et Marty Scurll battent Chaos (Yoshi-Hashi et Toru Yano) alors que Kenny Omega et The Young Bucks conservent les ROH World Six-Man Tag Team Championship en battant The Kingdom (Matt Taven, T.K. O'Ryan et Vinny Marseglia). Plus tard dans la nuit, Cody, Kenny Omega et Marty Scurll ont également été autorités à défendre les ROH World Six-Man Tag Team Championship en vertu de la règle "Bullet Club Rules". Lors de Global Wars (2017) - Tag 2, les Young Bucks ne remportent pas les ROH World Tag Team Championship contre The Motor City Machine Guns (Chris Sabin et Alex Shelley) dans un match qui incluaient The Kingdom (T.K. O'Ryan et Vinny Marseglia) tandis que Kenny Omega, Cody et Marty Scurll conservent les ROH World Six-Man Tag Team Championship en battant Chaos (Toru Yano, Yoshi-Hashi et Will Ospreay). Lors de Global Wars (2017) - Tag 3, Hangman Page et Marty Scurll perdent contre Colt Cabana et Kenny King, Cody défend avec succès le ROH World Championship contre Kushida alors que Kenny Omega et The Young Bucks conservent les ROH World Six-Man Tag Team Championship en battant Flip Gordon, Beretta et Chuckie T. Lors de Global Wars (2017) - Tag 4, Marty Scurll bat Hiromu Takahashi, The Young Bucks, Cody et Hangman Page battent Jay White, Alex Shelley, Chris Sabin et Jonathan Gresham alors que Kenny Omega conserve le IWGP United States Heavyweight Championship contre Yoshi-Hashi. Lors de Power Struggle 2017, The Young Bucks battent Dragon Lee et Titán, Chase Owens, Cody et Yujiro Takahashi perdent contre Togi Makabe et Tencozy (Hiroyoshi Tenzan et Satoshi Kojima), Marty Scurll remporte le IWGP Junior Heavyweight Championship contre Will Ospreay alors que Kenny Omega défend avec succès le IWGP United States Heavyweight Championship contre Beretta. Après sa victoire, Kenny Omega se voit défié par Chris Jericho sur écran géant qui veut l'affronter à Wrestle Kingdom 12 pour le IWGP United States Heavyweight Championship, défi qu'accepte Kenny Omega.
Lors de ROH Élite, Marty Scurll et Hangman Page perdent contre Baretta et Chuckie T dans un match qui incluaient The Addiction (Christopher Daniels et Frankie Kazarian), Cody conserve le ROH World Championship contre Rocky Romero alors que Kenny Omega, Nick et Matt Jackson perdent contre Dalton Castle, Jay Lethal et Kenny King. Le 11 novembre, à la suite d'une victoire aux côtés de Bad Luck Fale pendant l'événement November Rain de la Melbourne City Wrestling, Gino Gambino est intronisé au sein du Bullet Club par Bad Luck Fale, devenant le premier membre australien du groupe.
Le 17 novembre, l'acteur Stephen Amell qui s'était lié d'amitié avec Cody à la WWE, rejoint le Bullet Club. Plus tard lors de ROH Survival of the Fittest - Tag 1, Marty Scurll perd contre Dalton Castle alors que Kenny Omega, Cody, Nick Jackson, Matt Jackson et Stephen Amell battent Flip Gordon, Scorpio Sky et The Addiction (Christopher Daniels et Frankie Kazarian) lors d'un 5 contre 4 Handicap Match. Lors de ROH Survival of the Fittest - Tag 2, Marty Scurll bat Josh Woods, les Young Bucks perdent contre Jay Lethal et Dalton Castle tandis que Cody conserve le ROH World Championship contre Christopher Daniels. Du 18 novembre au 11 décembre, trois équipes du Bullet Club participent au World Tag League (2017). Dans le bloc A, Hangman Page et Yujiro Takahashi terminent leur ronde avec huit points (quatre victoires et trois défaites) tandis que Bad Luck Fale et Chase Owens terminent la ronde avec six points (trois victoires et quatre défaites) alors que dans le bloc B, les Guerrillas of Destiny remportent leur bloc avec dix points (cinq victoires et deux défaites) pour atteindre la finale du tournoi. Le 11 décembre, Bad Luck Fale bat Bushi, Yujiro Takahashi, Chase Owens, Adam Page et Leo Tonga perdent contre Michael Elgin, Hanson, Raymond Rowe et Jeff Cobb, Cody et Marty Scurll battent Kushida et Kota Ibushi tandis que Kenny Omega et les Young Bucks battent SHO, YOH et Rocky Romero. Après le match Kenny Omega se fait attaquer par Chris Jericho qui le met en sang avant d'être chassé de l'arène par les Young Bucks. Dans le main event du show, Tama Tonga et Tanga Loa perdent contre Los Ingobernables de Japón (Evil et Sanada) et ne remportent pas le World Tag League. Lors de ROH Final Battle 2017, Marty Scurll perd contre Jay Lethal, Hangman Page et The Young Bucks conservent les ROH World Six-Man Tag Team Championship contre Flip Gordon, Dragon Lee et Titan alors que Cody (avec Brandi Rhodes) perd le ROH World Championship contre Dalton Castle. Le 17 décembre, Leo Tonga et Yujiro Takahashi perdent contre Togi Makabe et Kota Ibushi alors que Bad Luck Fale, Tama Tonga et Tanga Loa remportent les NEVER Openweight 6-Man Tag Team Championship contre Los Ingobernables de Japón (Bushi, Evil et Sanada).

### Guerre civile au sein du Bullet Club et départ de l'Elite (2018)

#### Rivalité entre Kenny Omega et Cody pour le leadership
Lors de Wrestle Kingdom 12, Chase Owens, Leo Tonga, Yujiro Takahashi et  Gino Gambino (qui fait ses débuts à la NJPW) n'ont pas remporté le New Japan Rumble, The Young Bucks remportent les IWGP Junior Heavyweight Tag Team Championship pour la septième fois, un record en battant Yoh et Sho, Tama Tonga, Bad Luck Fale et Tonga Loa perdent les NEVER Openweight 6-Man Tag Team Championship contre Chaos (Toru Yano, Tomohiro Ishii et Beretta) au cours d'un Gauntlet Match qui comprenaient également Michael Elgin et War Machine (Hanson et Raymond Rowe), Suzuki-gun (Taichi, Takashi Iizuka et Zack Sabre, Jr.) et Taguchi Japan (Juice Robinson, Ryusuke Taguchi et Togi Makabe), Cody perd contre Kota Ibushi, Marty Scurll perd le IWGP Junior Heavyweight Championship contre Will Ospreay dans un match qui impliquaient Hiromu Takahashi et Kushida alors que Kenny Omega conserve le IWGP United States Heavyweight Championship contre Chris Jericho dans un "Alpha vs. Omega" No Disqualification Match. Le lendemain lors de New Year Dash !! (2018), Marty Scurll, Chase Owens, Cody, Leo Tonga et Yujiro Takahashi (avec Brandi Rhodes) battent David Finlay, Juice Robinson, Kōta Ibushi, Kushida et Ryusuke Taguchi. Après le match, Cody décide d'attaquer Kōta Ibushi avec une chaise en compagnie de Chase Owens et Leo Tonga mais Kenny Omega refuse cette attaque et s'en prend à Cody car Kōta Ibushi est sont anciens partenaires au sein des Golden ☆ Lovers, créant des tensions entre les deux membres sûr la direction du groupe. Après cela, Kenny Omega annonce qu'il en a marre des querelles au sein de son clan et avoue avoir la solution, il offre à Jay White une place au sein du Bullet Club que celui-ci semble accepter mais refuse finalement en attaquant Kenny Omega. Plus tard, Kenny Omega et The Young Bucks battent Yoh, Sho et Cheeseburger tandis que Tama Tonga, Bad Luck Fale et Tonga Loa récupérent les NEVER Openweight 6-Man Tag Team Championship en battant Toru Yano, Tomohiro Ishii et Beretta, débutant l'année 2018 avec six membres du Bullet Club détenant trois des huit championnats à NJPW (les autres sont Kenny Omega et The Young Bucks).
Lors de The New Beginning In Sapporo 2018 - Tag 1, Tama Tonga, Bad Luck Fale et Tonga Loa conservent les NEVER Openweight 6-Man Tag Team Championship contre Ryusuke Taguchi, Toa Henare et Togi Makabe, Cody, Hangman Page et Marty Scurll battent David Finlay, Juice Robinson et Kōta Ibushi, Chase Owens et Yujiro Takahashi perdent contre Tomohiro Ishii et Toru Yano alors que Kenny Omega, Matt et Nick Jackson ont battu Sho, Yoh et Jay White. Après le match, Kenny Omega est attaqué par Jay White qui lui porte son Blade Runner. Lors de The New Beginning In Sapporo 2018 - Tag 2, Yujiro Takahashi et HikuLe’o ont perdu contre Tomohiro Ishii et Toru Yano, Cody, Hangman Page et Marty Scurll battent David Finlay, Kōta Ibushi et Kushida, Chase Owens, Tama Tonga, Bad Luck Fale et Tonga Loa ont battu Hiroyoshi Tenzan, Manabu Nakanishi, Togi Makabe et Tomoyuki Oka, The Young Bucks perdent les IWGP Junior Heavyweight Tag Team Championship contre Yoh et Sho tandis que Kenny Omega perd le IWGP United States Heavyweight Championship contre Jay White. Après le match, Hangman Page prend le titre et tente de défier Jay White mais Kenny Omega rend le titre au champion avant de vouloir en découdre avec Hangman Page. Cody, Marty Scurll et les Young Bucks tentent de les calmer avec Cody qui réprimande Kenny Omega pour ne pas avoir laissé a Hangman Page le temps de défier Jay White, ce qui a conduit Kenny Omega à faire tomber Matt Jackson. Ensuite, Cody attaque Kenny Omega avec Hangman Page jusqu'à ce que Kōta Ibushi vienne sauver Kenny Omega réunissant les Golden ☆ Lovers, mettant en question le leadership et la place de Kenny Omega au sein du clan. Pendant le show, Leo Tonga a pris le nom de ring HikuLe’o soulignant qu'il n'est plus un jeune catcheur. Lors de Honor Reigns Supreme (2018), Hangman Page, Cody et Marty Scurll perdent contre The Kingdom (Matt Taven, T.K. O'Ryan et Vinny Marseglia) alors que The Young Bucks (Nick et Matt Jackson) battent Beretta et Chuckie T.
Plus tard dans le mois, le groupe prend part à la tournée de la NJPW en Australie. Lors de NJPW Fallout Down Under - Day 1, Chase Owens perd contre Yuji Nagata, Cody bat Rocky Romero, Bad Luck Fale, Gino Gambino et Kenny Omega battent Juice Robinson, Toa Henare et Kushida, Guerrillas of Destiny (Tama Tonga et Tonga Roa) perdent contre Evil et Sanada alors que The Young Bucks ont perdu contre Kazuchika Okada et Tomohiro Ishii. Lors de NJPW Fallout Down Under - Day 2, Chase Owens perd contre Yuji Nagata, Gino Gambino et Bad Luck Fale perdent contre Evil et Sanada, Cody et The Young Bucks battent Juice Robinson, Toa Henare et Kushida tandis que Kenny Omega, Tama Tonga et Tonga Loa ont battu Kazuchika Okada, Rocky Romero et Tomohiro Ishii. Lors de NJPW Fallout Down Under - Day 3, Bad Luck Fale, Kenny Omega, Chase Owens, Tama Tonga et Tonga Loa battent Damian Slater, Elliot Sexton, Jonah Rock, Marcius Pitt et Slex, Gino Gambino perd contre Tomohiro Ishii alors que Cody et The Young Bucks perdent contre Kazuchika Okada, Will Ospreay et Jay White. Lors de NJPW Fallout Down Under - Day 4, Matt Jackson et Nick Jackson ont battu Juice Robinson et Toa Henare, Tama Tonga et Tonga Loa battent Yuji Nagata et Mareko, Bad Luck Fale, Kenny Omega, Chase Owens et Gino Gambino ont battu Damian Slater, Jonah Rock, Marcius Pitt et Slex tandis que Cody bat Robbie Eagles et Will Ospreay lors d'un Triple Threat Match.
Lors de ROH/NJPW Honor Rising: Japan 2018 - Tag 1, The Young Bucks battent David Finlay et Juice Robinson, Yujiro Takahashi et Bad Luck Fale ont battu Katsuya Kitamura et Toa Henare, HikuLe’o, Tanga Loa et Tama Tonga ont perdu face à Cheeseburger, Delirious et Jushin Thunder Liger alors que Cody, Hangman Page et Marty Scurll battent Kenny Omega, Kōta Ibushi et Chase Owens. Lors de ROH/NJPW Honor Rising: Japan 2018 - Tag 2, les Young Bucks et Hangman Page ont battu Chuckie T, Yoshi-Hashi et Jay White. Après le match, Hangman Page défie Jay White pour le IWGP United States Heavyweight Championship. Ensuite, Tama Tonga, Tonga Loa et Bad Luck Fale conservent les NEVER Openweight 6-Man Tag Team Championship contre Cheeseburger, Jushin Liger et Delirious, Yujiro Takahashi, Chase Owens et HikuLe’o perdent contre Jay Lethal, Juice Robinson et David Finlay tandis que Cody et Marty Scurll perdent contre Kenny Omega et Kota Ibushi[réf. nécessaire]. Après le match, Kenny Omega annonce que les Golden ☆ Lovers « est la meilleure équipe du monde» avant d'avoir un face à face avec The Young Bucks qui déclarent officiellement avoir passé dans la catégorie des Poids-Lourds et qui lancent un défi aux Golden Lovers. Les tensions au sein du Bullet Club, ont séparé le groupe en deux équipes avec d'un côté, l'équipe "Being The Elite" (Cody, Marty Scurll, Hangman Page et The Young Bucks) et de l'autre côté, les membres qui sont principalement en poste à la NJPW qui se sont nommés les "BCOG's" (Tama Tonga, Tonga Loa, Bad Luck Fale, Yujiro Takahashi, Chase Owens et HikuLe’o) qui sont alliés avec Kenny Omega et Kōta Ibushi.

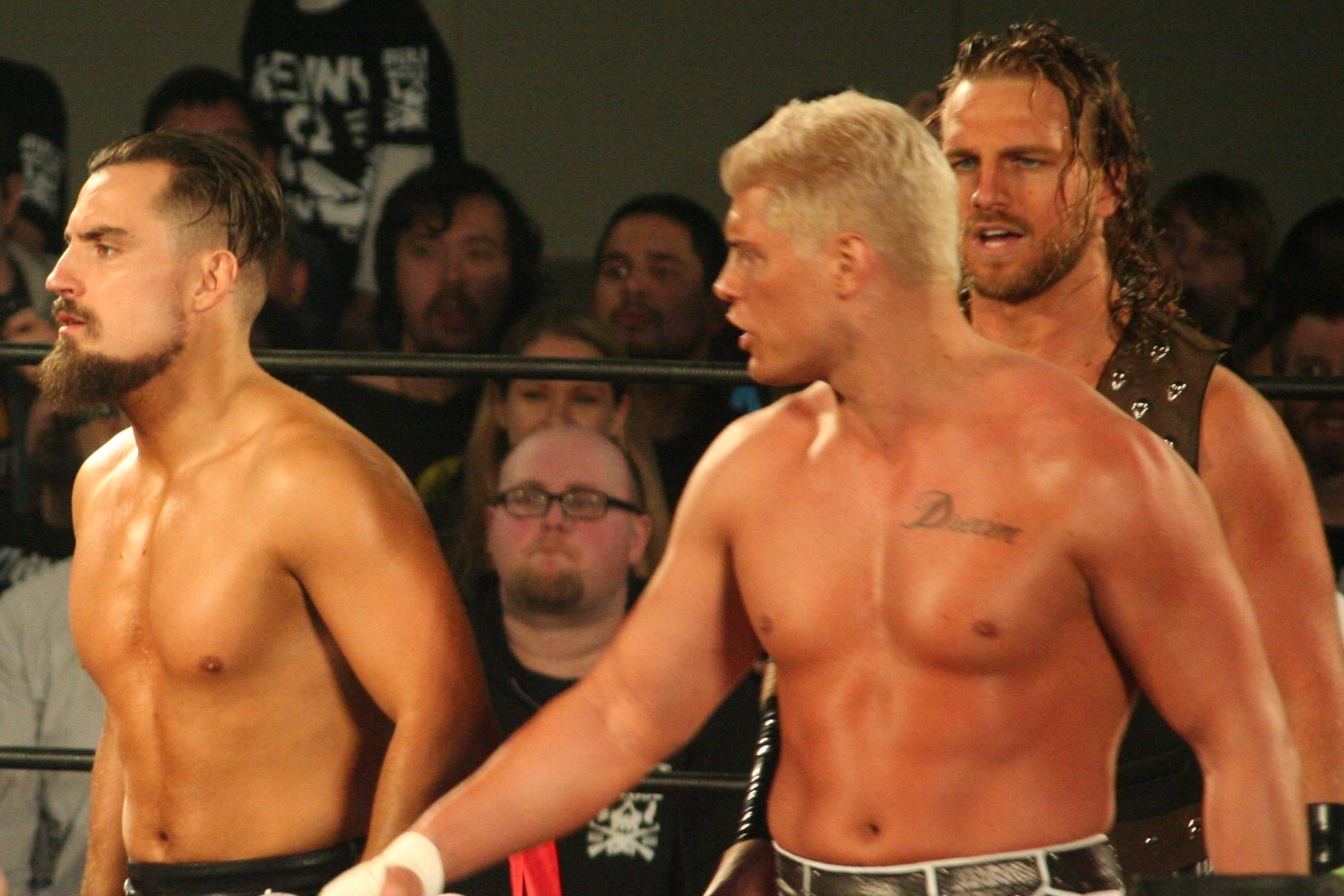
Cody (au centre) avec Marty Scurll (à droite) et Hangman Page (à gauche) en 2018.

Lors du ROH 16th Anniversary Show, Cody bat Matt Taven et se fait attaquer par Kenny Omega, Marty Scurll obtient un match pour le ROH World Championship en battant Punisher Martinez alors que Matt Jackson, Nick Jackson et Hangman Page perdent les ROH World Six-Man Tag Team Championship contre Christopher Daniels, Scorpio Sky et Frankie Kazarian dans un Las Vegas Street Fight Match. Après le show, Cody révèle dans une vidéo qu'il est le nouveau leader du Bullet Club et que le clan se porte bien. Avant la tournée de la New Japan Cup, le 3 mars, HikuLe’o est victime d'une rupture du ligament croisé antérieur du genou droit au cours d'un match par équipe avec Yujiro Takahashi contre Toa Henare et Juice Robinson, à cause de cette blessure il sera absent des rings pour une durée minimum de deux mois. Du 11 au 20 mars, Yujiro Takahashi et Bad Luck Fale participent à la New Japan Cup (2018). Lors du 1er tour, Yujiro Takahashi perd contre Juice Robinson alors que Bad Luck Fale bat Lance Archer. Lors du 2e tour, Bad Luck Fale se fait éliminer par Hiroshi Tanahashi.
Lors de Strong Style Evolved, Cody et Marty Scurll (avec Brandi Rhodes) battent Tama Tonga et Tonga Loa. Avant le combat, Cody dit que le match ne se produira pas car les membres du Bullet Club sont des amis mais il est interrompu par Tonga Loa annonce qu'il n'y avait personne du côté de Cody et que si les Guerrillas of Destiny devait être dans une équipe spécifique, ça ne serait pas celle de Cody. Plus tard, Hangman Page ne remporte pas le IWGP United States Heavyweight Championship contre Jay White alors que Kenny Omega et Kōta Ibushi battent The Young Bucks. Après le match, Kenny Omega tente de serrer la main des Bucks mais n’en obtiendra qu’une, Matt Jackson préfère quitter le ring en refusant de lui serrer la main, Cody est ensuite allé sur le ring et a accidentellement poussé Nick Jackson,. Lors de Sakura Genesis (2018), Matt Jackson et Nick Jackson battent Yujiro Takahashi et Chase Owens par soumission. Après le match, les quatre membres du groupe se serrent la main. Ensuite, Bad Luck Fale, Tama Tonga et Tonga Loa conservent les NEVER Openweight 6-Man Tag Team Championship contre Taguchi Japan (Ryusuke Taguchi, Michael Elgin et Togi Makabe), Marty Scurll ne récupère pas le IWGP Junior Heavyweight Championship contre Will Ospreay tandis que Cody et Hangman Page battent Kenny Omega et Kōta Ibushi. Pendant le match, Cody a offert une poignée de main à The Young Bucks, mais ils ont refusé.
Lors de Supercard of Honor XII, Hangman Page perd contre Kōta Ibushi, The Young Bucks et Flip Gordon n'ont pas remporté les ROH World Six-Man Tag Team Championship contre Christopher Daniels, Scorpio Sky et Frankie Kazarian dans un Ladder Match alors que Cody (accompagnés de sa nouvelle mascotte "Bernard The Business Bear") bat Kenny Omega. Durant le match, les Young Bucks ont tenté d'aider Kenny Omega mais leur plan s'est retourné contre eux quand ils coûtent accidentellement le match à Kenny Omega. Après le match, les Young Bucks ont essayé de s'excuser auprès de Kenny Omega, mais ce dernier a refusé d'écouter. Lors du main event, Marty Scurll ne remporte pas le ROH World Championship en perdant contre Dalton Castle. Le 14 avril à la ROH, The Young Bucks battent The Briscoe Brothers par disqualification et ne remportent pas les ROH World Tag Team Championship tandis que Cody, Hangman Page et Marty Scurll ont battu les ROH World Six-Man Tag Team Champions (Christopher Daniels, Scorpio Sky et Frankie Kazarian) dans un Non-Title Match. Le lendemain, The Young Bucks, Hangman Page et Flip Gordon ont battu Christopher Daniels, Scorpio Sky, Frankie Kazarian et Shane Taylor dans un Eight-Man Tag Team Match, Cody perd contre Matt Taven dans un First Blood Match alors que Marty Scurll bat Dalton Castle, Punisher Martinez et Beer City Bruiser dans un Defy Or Deny Match et obtenir un match pour le ROH World Championship contre Dalton Castle[réf. nécessaire]. Lors de Bound By Honor 2018 - Tag 1, Marty Scurll bat Kenny King, Hangman Page et The Young Bucks battent Matt Taven, T.K. O'Ryan et Vinny Marseglia alors que Cody bat Punishment Martinez. Lors de Bound By Honor 2018 - Tag 2, Cody, Marty Scurll, Matt Jackson et Nick Jackson battent les ROH Champions (Dalton Castle, Jay Briscoe, Mark Briscoe et Silas Young) au cours d'un 8-Man Elimination Tag Team Match. Lors de Wrestling Hinokuni (2018), Chase Owens, Yujiro Takahashi, Kenny Omega et Kōta Ibushi perdent contre Suzuki-gun (Taichi, Taka Michinoku, Takashi Iizuka et Zack Sabre, Jr.).

#### Taiji Ishimori rejoint le groupe puis reconquête du titre Poids-lourds IWGP et des titres par équipes IWGP
Lors de Wrestling Dontaku (2018) - Tag 1, Chase Owens et Yujiro Takahashi battent Shota Umino et Yota Tsuji, Marty Scurll et The Young Bucks remportent les NEVER Openweight 6-Man Tag Team Championship en battant Tama Tonga, Tonga Roa et Bad Luck Fale. C'est la première fois que des titres change de main au sein du clan. Ensuite, Cody bat Kōta Ibushi alors que Kenny Omega bat Hangman Page. Lors de Wrestling Dontaku (2018) - Tag 2, Chase Owens et Yujiro Takahashi ont battu Tomoyuki Oka et Yūji Nagata tandis que Bad Luck Fale, Tama Tonga, Tonga Roa, Kenny Omega et Kōta Ibushi battent Cody, Marty Scurll, Hangman Page et The Young Bucks. Après le match, les deux équipes font la paix en posant avec un "Too Sweet" sans Cody ni Kenny Omega. Plus tard dans le show, alors que Will Ospreay vient de conserver le IWGP Junior Heavyweight Championship contre Kushida, il se fait confronter par Tama Tonga puis attaquer par "Bone Soldier" de retour. Ensuite, Tama Tonga démasque Bone Soldier pour révéler son identité, qu'il s'avère être Taiji Ishimori et annonce qu'il rejoint le Bullet Club, devenant son troisième membre japonais après Yujiro Takahashi et l'ancien Bone Soldier et qu'il va affronter Will Ospreay dans un match de championnat. Pendant cette journée le Bullet Club fêtait son cinquième anniversaire,. Aussi ce jour-là, Kenny Omega accepte le défi de Kazuchika Okada pour le IWGP Heavyweight Championship et annonce qu'il s'agira d'un 2 out of 3 falls Match.
Lors de ROH/NJPW War Of The Worlds 2018 - Tag 1, Cody, Hangman Page et Marty Scurll battent Chaos (Rocky Romero, Yho et Sho) alors que The Young Bucks ont battu Bushi et Hiromu Takahashi. Lors de ROH/NJPW War Of The Worlds 2018 - Tag 2, The Young Bucks ont battu Evil Uno et Stu Grayson, Hangman Page ne remporte pas le ROH World Television Championship contre Silas Young alors que Cody bat Jushin Thunder Liger. Lors de ROH/NJPW War Of The Worlds 2018 - Tag 3, Marty Scurll bat Matt Taven, Kenny King et Sanada dans un Four Corner Survival Match, The Young Bucks perdent contre Roppongi 3K (Yoh et Sho) dans un match qui incluaient The Motor City Machine Guns (Alex Shelley et Chris Sabin) tandis que Cody bat Hiromu Takahashi. Lors de ROH/NJPW War Of The Worlds 2018 - Tag 4, Hangman Page, Cody, Marty Scurll et The Young Bucks (Matt et Nick Jackson) battent Los Ingobernables de Japón (Tetsuya Naito, Sanada, Evil, Bushi et Hiromu Takahashi). Lors de ROH Honor United - Edimbourg, The Young Bucks ont battu Nick Aldis et Mark Haskins alors que Cody et Hangman Page n'ont pas remporté les ROH World Tag Team Championship contre The Briscoe Brothers. Lors de ROH Honor United - Londres, Cody bat Kenny King alors que The Young Bucks et Hangman Page n'ont pas remporté les ROH World Six-Man Tag Team Championship contre The Kingdom (Matt Taven, T.K. O'Ryan et Vinny Marseglia) dans un match qui incluaient Christopher Daniels, Frankie Kazarian et Scorpio Sky. Lors de ROH Honor United - Doncaster, Cody bat Scorpio Sky, Hangman Page perd contre Hiroshi Tanahashi tandis que The Young Bucks ont battu The Briscoe Brothers (Jay et Mark Briscoe), Los Ingobernables de Japón (Evil et Sanada) et The Kingdom (T.K. O'Ryan et Vinny Marseglia).
Du 18 mai au 4 juin, Marty Scurll et Taiji Ishimori participent au Best of the Super Juniors (2018). Dans le bloc A, Taiji Ishimori remporte le groupe avec dix points (5 victoires et 2 défaites) pour se qualifier pour la finale du tournoi alors que dans le bloc B, Marty Scurll termine troisième du bloc avec huit points (4 victoires et 3 défaites). Le 4 juin, Taiji Ishimori perd contre Hiromu Takahashi en finale du Best of the Super Juniors et ne remporte pas le tournoi. Lors de Dominion 6.9, le Bullet Club connaît une soirée très réussite quand Marty Scurll, Cody et Hangman Page battent Hiroshi Tanahashi, Jushin Thunder Liger et Rey Mysterio, The Young Bucks remportent les IWGP Tag Team Championship en battant Los Ingobernables de Japón (Evil et Sanada) et deviennent la seconde équipe à avoir remporté les titres par équipes junior IWGP et les titres par équipes IWGP après l'équipe No Limit de Yujiro Takahashi et Tetsuya Naitō alors que Kenny Omega remporte le IWGP Heavyweight Championship contre Kazuchika Okada (2-1) lors d'un 2 out of Three Falls Match et devient par la même occasion le premier catcheur canadien à remporter le titre,. Très acclamée par la critique, le journaliste Dave Meltzer du Wrestling Observer Newsletter ira même jusqu'à leur attribuer la note historique de 7 étoiles, chose qui ne s'était jamais produite auparavant, mais l'expliquera en déclarant : « Quand il s’est terminé, j’ai pensé que c’était le meilleur match que j’avais jamais vu. Cela n’a fait aucun doute et ce n’est pas peu dire. C’était à un niveau qui dépassait de loin celui de l’émotion, de la narration et de l’attention aux détails. C’était presque étonnant de le voir. Mais la plus grande différence, c’est que je crois que je ne verrai plus jamais un match aussi bon. Ce n’était pas qu’un simple match cinq étoiles ou six étoiles ». Après le match, Kenny Omega fait la paix avec les Young Bucks réunissant l'Elite avant d'être confronté par Cody. Il annonce en coulisses la fusion de The Elite et des Golden☆Lovers formant un nouveau groupe, avec Kōta Ibushi et les Young Bucks qu'il nomme The Golden Elite[réf. nécessaire]. Le lendemain en interview, Kenny Omega annonce que lui et les Young Bucks sont toujours membres du Bullet Club, qui est toujours le leader du groupe puis précise que malgré le fait que Kōta Ibushi est rejoint The Golden Elite, il n'est pas un membre du Bullet Club.
Lors de Best in the World (2018), Hangman Page ne remporte pas le ROH World Télévision Championship contre Punisher Martinez, Matt et Nick Jackson n'ont pas remporté les ROH World Tag Team Championship contre Jay Briscoe et Mark Briscoe alors que Cody et Marty Scurll n'ont pas remporté le ROH World Championship contre Dalton Castle lors d'un Triple Threat Match. Lors du show spécial « CEO x NJPW », Tama Tonga et Tanga Loa ont battu David Finlay et Juice Robinson, Chase Owens perd contre Jeff Cobb tandis que Kenny Omega et Kōta Ibushi battent Tetsuya Naito et Hiromu Takahashi. Lors de NJPW/RevPro Strong Style Evolved UK - Tag 1, Taiji Ishimori et Yujiro Takahashi battent Kyle Fletcher et Mark Davis. Lors de NJPW/RevPro Strong Style Evolved UK - Tag 2, Yujiro Takahashi perd contre WALTER alors que Taiji Ishimori perd contre David Starr et ne remporte pas le RPW British Cruiserweight Championship lors d'un match qui incluaient Tiger Mask IV et El Phantasmo.

#### Rivalité avec le Bullet Club OG
Lors du G1 Special In San Francisco, Tama Tonga, Tanga Loa, King Haku, Yujiro Takahashi et Chase Owens battent Chaos (Yoshi-Hashi, Gedo, Rocky Romero, Sho et Yoh), Marty Scurll et Hangman Page battent Hiroshi Tanahashi et Kushida, The Young Bucks conservent les IWGP Tag Team Championship en battant Los Ingobernables de Japón (Sanada et Evil) alors que Kenny Omega bat Cody pour conserver son IWGP Heavyweight Championship et devenir le véritable leader du groupe. Après le match, Kenny Omega s'adresse aux fans en compagnie des Young Bucks, ils sont rejoints par Tama Tonga, Tanga Loa et King Haku qui venaient pour féliciter Kenny Omega mais les Tongans attaquèrent Kenny Omega et les Young Bucks, formant un nouveau groupe qu'ils nomment The BC Firing Squad. Marty Scurll, Hangman Page, Yujiro Takahashi et Chase Owens viennent en aide aux membres de The Elite mais ils ne parviennent pas à prendre le dessus, Cody se voit alors offrir une place au sein de cette nouvelle faction mais ce dernier attaque alors les Tongans montrant sa fidélité au Bullet Club. Les Tongans quittèrent ensuite le ring en annonçant « être le véritable Bullet Club et que les querelles pour être leader s'était terminé » puis après le départ des Tongans, Kenny Omega et Cody se réconcilient en se donnant une poignée de main comme un signe d'unité et ainsi réinstaurer Kenny Omega en tant que leader du Bullet Club de leurs côtés. Le 11 juillet, il est annoncé sûr la chaîne YouTube des Guerrillas Of Destiny que Bad Luck Fale et HikuLe’o rejoignent The BC Firing Squad. À la suite des événements de San Francisco, le Bullet Club se sépare de nouveau en deux équipes avec d'un côté l'équipe "Bullet Club OG" (Tama Tonga, Tonga Loa, King Haku, Bad Luck Fale, Taiji Ishimori, HikuLe’o et Gino Gambino)) et de l'autre côté, l'équipe "Bullet Club Elite" (Kenny Omega, Matt Jackson, Nick Jackson, Marty Scurll, Cody, Stephen Amell, Hangman Page, Chase Owens et Yujiro Takahashi). Lors de ROH TV du 21 juillet, Marty Scurll perd contre Kenny King alors que Cody et les Young Bucks remportent les ROH World Six-Man Tag Team Championship en battant The Kingdom (Matt Taven, T.K. O'Ryan et Vinny Marseglia). Le 22 juillet lors de Slammiversary XVI, un show organisé par l'Impact Wrestling, Taiji Ishimori perd un Fatal-4 Way match incluant Fenix, Petey Williams et Johnny Impact au profit de ce dernier.
Du 14 juillet au 12 août, le Bullet Club participe au G1 Climax (2018). Dans le bloc A, Bad Luck Fale termine la ronde avec six points (3 victoires et 6 défaites) tandis que Hangman Page termine la ronde avec six points (3 victoires et 6 défaites) alors que dans le bloc B, Tama Tonga termine dernier du groupe avec six points (3 victoires et 6 défaites) alors que Kenny Omega termine deuxième du groupe avec douze points (6 victoires et 3 défaites), manquant de se qualifier pour la finale du tournoi, à la suite de sa défaite face à Kōta Ibushi, le dernier jour. Pendant le tournoi, Hangman Page bat Bad Luck Fale par disqualification après une intervention de Tanga Loa et Tama Tonga qui ont attaqué Hangman Page, suivie de Bad Luck Fale jusqu'à ce que Kenny Omega, Kōta Ibushi et Chase Owens viennent sauver Hangman Page. Ensuite, l'équipe OG du Bullet Club a rappelé les anciennes tactiques utilisées par le Bullet Club, telles que des interférences extérieures excessives et des obstacles arbitraires, ce qui les a poussées à se faire expulser de l'arène par le président de la NJPW, Harold Meij, le 11 août, qui menaçait de les suspendre pour trois mois et de leur mettre une amende. Également lors du match entre Kenny Omega et Tama Tonga, Bad Luck Fale et Tanga Loa sont intervenus, donc le match s'est soldé par une disqualification après que Tama Tonga ait attaqué l'arbitre. Le Bullet Club OG a également coûté le match de Kenny Omega contre Toru Yano. Le 12 août, Bad Luck Fale bat Toa Henare tandis que Hangman Page et Cody battent Juice Robinson et David Finlay. Après le match, Cody défi Juice Robinson pour le IWGP United States Heavyweight Championship. Plus tard, Taiji Ishimori, Tama Tonga et Tonga Loa remportent les NEVER Openweight 6-Man Tag Team Championship en battant The Young Bucks et Marty Scurll alors que Kenny Omega, Chase Owens et Yujiro Takahashi perdent contre Jay White, Toru Yano et Tomohiro Ishii. Après le match, Tomohiro Ishii défie Kenny Omega pour le IWGP Heavyweight Championship[réf. nécessaire]. Du 16 au 19 août, Hangman Page participera à la première édition de la ROH International Cup, qui offrira au gagnant un match pour le ROH World Championship. Lors de ROH Re-United Day 1, Hangman Page bat Joe Hendry lors du premier tour de la ROH International Cup alors que The Young Bucks et Marty Scurll battent The Briscoe Brothers (Jay Briscoe et Mark Briscoe) et Punishment Martinez. Lors de ROH Honor Re-United Day 2, Hangman Page bat Jimmy Havoc lors de la demi-finale de la ROH International Cup, The Young Bucks perdent contre Jay Lethal et Jonathan Gresham tandis que Hangman Page perd contre Mark Haskins en finale du tournoi et ne remporte pas la ROH International Cup. Lors de ROH Honor Re-United Day 3, Marty Scurll bat Jay Briscoe, Hangman Page bat Flip Gordon et Kip Sabian lors d'un Triple Threat Match alors que Matt et Nick Jackson battent Jody Fleish et Jonny Storm. Lors de ROH Philadelphia Excellence, Hangman Page perd contre Kenny King, Marty Scurll perd contre Shane "Hurricane" Helms alors que Cody et The Young Bucks conservent les ROH World Six-Man Tag Team Championship en battant Brian Milonas, Silas Young et Beer City Bruiser.

#### ALL IN (2018) puis arrivés de Jay White, Gedo, Jado et Robbie Eagles et départ de l'Elite
En 2017, Cody et les Young Bucks créent un Pay Per-View indépendant qu'ils nomment ALL IN et qui aura lieu le 1er septembre 2018 à Chicago dans l'Illinois. Ce show réuni des catcheurs et catcheuses venant de la ROH, NJPW, Lucha Libre AAA Worldwide, NWA et Impact Wrestling. Le jour de la vente des billets, tous ont été vendus en 30 minutes, c'est le premier show n'appartenant pas à la WWE à vendre 10 000 places depuis 1993. Lors de ALL IN, Stephen Amell perd face à Christopher Daniels, Hangman Page bat Joey Janela au cours d'un Chicago Street Fight Match, Marty Scurll perd contre Kazuchika Okada tandis que Kenny Omega bat Penta El Zero M. Après le match, Kenny Omega est attaqué par Chris Jericho déguisé en Penta El Zero, qui lui porta un Codebreaker avant de lui dire qu'il le verra sur la "Jericho Cruise". Ensuite, Cody (accompagné de Brandi Rhodes) bat Nick Aldis et remporte le NWA World Heavyweight Championship pour la première fois de sa carrière, tout comme l'avait été son père Dusty Rhodes trente-neuf ans auparavant et de ce fait Cody et son père sont devenus le premier duo père-fils à remporter le championnat. Plus tard, The Golden Elite (les Young Bucks et Kōta Ibushi) battent Rey Mysterio, Fénix et Bandido.
Lors de Destruction in Hiroshima (2018), Bad Luck Fale bat Toa Henare, Chase Owens, Kōta Ibushi et Yujiro Takahashi ont perdu face à Chaos (Will Ospreay, Chuckie T et Beretta), Tama Tonga, Tonga Loa et Taiji Ishimori conservent les NEVER Openweight 6-Man Tag Team Championship en battant Ryusuke Taguchi, Juice Robinson et David Finlay alors que Kenny Omega bat Tomohiro Ishii au cours de sa deuxième défense de titre réussie du IWGP Heavyweight Championship. Lors de ROH Death Before Dishonor - Night 1, Cody, Marty Scurll, Hangman Page et The Young Bucks (Matt et Nick Jackson) battent Chaos (Kazuchika Okada, Chuckie T, Beretta, Tomohiro Ishii et Rocky Romero) par soumission[réf. nécessaire]. Lors de ROH Death Before Dishonor - Night 2, Chase Owens perd contre Kenny King, Marty Scurll bat Chris Sabin, Brandi Rhodes bat Heather Monroe, Hangman Page bat Scorpio Sky, Cody conserve le NWA World Heavyweight Championship en battant Willie Mack alors que The Young Bucks battent The Addiction (Frankie Kazarian et Christopher Daniels), The Best Friends (Chuckie T et Beretta) et Los Ingobernables de Japón (Evil et Sanada). Lors de Fighting Spirit Unleashed, Chase Owens et Hangman Page perdent contre Christopher Daniels et Frankie Kazarian, Marty Scurll bat Will Ospreay en demi-finale du IWGP Junior Heavyweight Championship Tournament, Tama Tonga et Tanga Loa remportent les IWGP Tag Team Championships pour la quatrième fois contre The Young Bucks alors que Cody bat Juice Robinson et remporte le IWGP United States Heavyweight Championship, remportant son premier titre à la NJPW et faisant de lui un triple champion. Dans le main event, The Golden☆Lovers (Kenny Omega et Kōta Ibushi) ont battu Chaos (Kazuchika Okada et Tomohiro Ishii).
Le 8 octobre, Bad Luck Fale annonce sur Twitter que le catcheur australien Robbie Eagles rejoint le Bullet Club pour faire équipe avec Taiji Ishimori en vue du Super Jr. Tag Tournament (2018). Plus tard dans la journée, lors de King of Pro Wrestling 2018, Tama Tonga, Tanga Loa, Bad Luck Fale et Taiji Ishimori battent Matt Jackson, Nick Jackson, Chase Owens et Hangman Page, Marty Scurll perd contre Kushida et ne remporte pas le vacant IWGP Junior Heavyweight Championship alors que Kenny Omega bat Cody et Kōta Ibushi lors d'un Triple Threat match et conserve son IWGP Heavyweight Championship avant d'avoir une confrontation avec Hiroshi Tanahashi, contre qui il défendra son titre lors du match principal de Wrestle Kingdom 13. Pendant le show, Jay White, son manager Gedo et Jado ont trahi Chaos pour rejoindre le Bullet Club après que Tama Tonga, Tanga Loa, Bad Luck Fale et Taiji Ishimori soient venus les aidés à attaquer Kazuchika Okada qui prenait la défense de Hiroshi Tanahashi après une attaque de Jay White et Gedo sûr ce dernier. Lors de Glory By Honor XVI, Hangman Page bat Shane Taylor, le match entre Marty Scurll et Shane "Hurricane" Helms se termine en double disqualification tandis que Cody et The Young Bucks conservent les ROH World Six-Man Tag Team Championship contre The SoCal Uncensored (Christopher Daniels, Frankie Kazarian et Scorpio Sky). Lors de l'épisode de ROH Wrestling du 14 octobre, Cody bat Kenny King par Disqualification, Hangman Page bat Rhett Titus, Marty Scurll bat Shane "Hurricane" Helms au cours d'un Match sans Disqualification puis The Young Bucks ne remportent pas les ROH World Tag Team Championship au profit de Frankie Kazarian et Scorpio Sky lors d'un match qui incluaient Mark Briscoe et Jay Briscoe. Lors du NWA 70th Anniversary Show, Cody perd le NWA World Heavyweight Championship contre Nick Aldis (1-2) lors d'un 2 out of 3 falls Match, terminant son règne à 50 jours. Le 24 octobre, Cody annonce sur son compte Twitter qu'il n'est plus membre du Bullet Club. Le 30 octobre, Matt Jackson confirme que lui, Nick Jackson, Kenny Omega, Hangman Page et Marty Scurll ne font plus partie du groupe et qu'avec Cody ils formaient leur propre clan nommé The Elite, en référence au sous-groupe que Kenny Omega et The Young Bucks formaient au sein du Bullet Club et mettant ainsi fin à la guerre civile entre les Bullet Club OG et l'Élite[réf. nécessaire].

### Jay White leader du clan (2018-...)

#### Rivalité avec Kazuchika Okada et Hiroshi Tanahashi
Du 16 octobre au 3 novembre, Taiji Ishimori et Robbie Eagles ont participé au Super Jr. Tag League (2018), où ils terminent la ronde avec six points (3 victoires et 4 défaites) ne se qualifiant donc pas pour la finale du tournoi. Peu de temps après, Jado deviendra le mentor des Guerrillas of Destiny (Tama Tonga et Tanga Loa). Lors de Power Struggle (2018), Tama Tonga, Tonga Loa et Robbie Eagles battent Togi Makabe, Tomoaki Honma et Kushida, grâce à une intervention de Jado et Taiji Ishimori alors que Bad Luck Fale et Jay White ont perdu contre Chaos (Kazuchika Okada et Beretta)[réf. nécessaire]. Pendant le show, Taiji Ishimori est devenu le nouveau challenger numéro 1 au IWGP Junior Heavyweight Championship détenu par Kushida après l'avoir attaqué après son match. Le 8 novembre, la NJPW annonce que The Guerrillas of Destiny (Tama Tonga et Tanga Loa) représenteront le clan lors du World Tag League (2018) alors que Yujiro Takahashi s'associe à Hangman Page pour représenter l'Elite, mais il reste tout de même membre du Bullet Club[réf. nécessaire]. Le 26 novembre, lors du show "International Assault The Elite Takeover - Day 4" de la World Series Wrestling, Robbie Eagles remporte le WSW Heavyweight Championship en battant Austin Aries. Du 17 novembre au 8 décembre, le Bullet Club participent au World Tag League (2018). Yujiro Takahashi et Hangman Page terminent la ronde avec dix points (5 victoires et 8 défaites) alors que Tama Tonga et Tanga Loa terminent la ronde avec vingt points (10 victoires et 3 défaites), se qualifiant pour la finale du tournoi pour la troisième année de suite. Le 8 décembre, Chase Owens, Yujiro Takahashi et Hangman Page perdent contre Los Ingobernables de Japón (Tetsuya Naito, Bushi et Shingo Takagi), Jay White, Bad Luck Fale et Taiji Ishimori battent Kazuchika Okada, Toru Yano et Kushida alors que Tama Tonga et Tanga Loa perdent contre Evil et Sanada et ne remporte pas le World Tag League[réf. nécessaire].
Après le tournoi, Chase Owens et Yujiro Takahashi quittent l'écurie pour s'aligner avec The Elite. Lors de la première nuit du NJPW Road to Tokyo Dome (2019), Taiji Ishimori, Tama Tonga, Tanga Loa et Bad Luck Fale battent Los Ingobernables de Japón (Tetsuya Naito, Evil, Sanada et Bushi) tandis que Gedo perd contre Kazuchika Okada. Le lendemain, Jay White, Tama Tonga, Tanga Loa, Bad Luck Fale et Taiji Ishimori battent Kazuchika Okada, Tomoaki Honma, Togi Makabe, Toru Yano et Kushida. Le 22 décembre, Tama Tonga annonce sur Twitter que Jay White est officiellement le nouveau leader du clan. Lors de Wrestle Kingdom 13, Tama Tonga et Tanga Loa (avec Bad Luck Fale et Jado) perdent les IWGP Tag Team Championship contre Evil et Sanada lors d'un Three-Way Tag Team Match qui incluaient également The Young Bucks, Taiji Ishimori bat Kushida et remporte le IWGP Junior Heavyweight Championship pour la première fois de sa carrière alors que Jay White (accompagné de Gedo) bat Kazuchika Okada. Le lendemain lors de New Year Dash '19, Tama Tonga, Tanga Loa et Taiji Ishimori (accompagné de Jado) conservent les NEVER Openweight 6-Man Tag Team Championship en battant Ryusuke Taguchi, Togi Makabe et Toru Yano. Pendant le match, Chase Owens et Yujiro Takahashi interviennent pour offrir la victoire au champion, effectuant ainsi leur retour au sein du Bullet Club après avoir été accepté par Tama Tonga. Plus tard, Jay White, Bad Luck Fale et Gedo battent Kazuchika Okada, Hiroshi Tanahashi et Yoshi-Hashi. Après le match, Jay White défi Hiroshi Tanahashi pour le IWGP Heavyweight Championship. Le 30 janvier, Jay White, Bad Luck Fale, Chase Owens et Yujiro Takahashi perdent contre Kazuchika Okada, Tomoaki Honma, Hiroshi Tanahashi et Yoshi-Hashi alors que Tama Tonga, Tonga Loa et Taiji Ishimori perdent les NEVER Openweight 6-Man Tag Team Championship contre Ryusuke Taguchi, Togi Makabe et Toru Yano. Lors de The New Beginning in Sapporo 2019 - Tag 1, Chase Owens, Yujiro Takahashi, Taiji Ishimori, Tama Tonga et Tanga Loa ont perdu contre Toru Yano, Yoshi-Hashi, Togi Makabe, Tomoaki Honma et Ryusuke Taguchi alors que Jay White et Bad Luck Fale battent Kazuchika Okada et Hiroshi Tanahashi. Lors de The New Beginning in Sapporo 2019 - Tag 2, Tama Tonga, Tonga Loa, Taiji Ishimori et Yujiro Takahashi perdent contre Toru Yano, Togi Makabe, Tomoaki Honma et Ryusuke Taguchi tandis que Jay White, Chase Owens et Bad Luck Fale battent Kazuchika Okada, Yoshi-Hashi et Hiroshi Tanahashi.

#### Reconquête du Championnat Poids-Lourd IWGP
Lors de The New Beginning in Osaka, Chase Owens et Yujiro Takahashi battent Yoshi-Hashi et Tomoaki Honma, Tama Tonga et Tanga Loa battent Toru Yano et Togi Makabe, Taiji Ishimori conserve le IWGP Junior Heavyweight Championship contre Ryusuke Taguchi, Bad Luck Fale perd contre Kazuchika Okada alors que Jay White bat Hiroshi Tanahashi et remporte le IWGP Heavyweight Championship. Lors de Honor Rising: Japan 2019 - Tag 1, Taiji Ishimori et Robbie Eagles perdent contre Jushin Thunder Liger et Jonathan Gresham tandis que Tama Tonga et Tanga Loa qui faisait équipe avec Mark Briscoe et Jay Briscoe ont perdu contre Juice Robinson, Toa Henare, David Finlay et Tomoaki Honma. Pendant la soirée, HikuLe’o a effectué son retour de blessure après un an d'absence en accompagnant ses frères durant leur match. Lors de Honor Rising: Japan 2019 - Tag 2, Robbie Eagles perd contre Marty Scurll alors que Tama Tonga et Tanga Loa remportent les IWGP Tag Team Championship pour la 5e fois en battant Evil et Sanada. Lors de NJPW 47th Anniversary Show, Tama Tonga, Tonga Loa, Chase Owens, Bad Luck Fale et Hikuleo battent Togi Makabe, Toru Yano, Ayato Yoshida, Shota Umino et Ren Narita, Taiji Ishimori conserve le IWGP Junior Heavyweight Championship contre Jushin Thunder Liger tandis que Jay White bat le NEVER Openweight Champion Will Ospreay. Le 8 mars, la NJPW annonce avec une vidéo que El Phantasmo signe à la NJPW et qu'il est la nouvelle recrue du Bullet Club. Du 8 au 24 mars, trois membres du groupe participent à la New Japan Cup 2019. Lors du 1er tour, Bad Luck Fale perd contre Will Ospreay, Hikuleo qui perd contre Mikey Nicholls alors que Chase Owens se qualifie en battant Juice Robinson. Lors du 2e tour, Chase Owens se fait éliminer par Yoshi-Hashi. Le 24 mars, Chase Owens perd contre Juice Robinson et ne remporte pas le IWGP United States Heavyweight Championship. Lors du G1 Supercard, Chase Owens, Bad Luck Fale et King Haku participent au Honor Rumble mais c'est Kenny King qui s'impose, Taiji Ishimori perd le IWGP Junior Heavyweight Championship contre Dragon Lee lors d'un Triple Threat Match qui incluaient Bandido, Tama Tonga et Tanga Loa conservent les IWGP Tag Team Championship et remportent les ROH World Tag Team Championship en battant The Briscoe Brothers (Jay et Mark Briscoe), Los Ingobernables de Japón (Evil et Sanada) et l'équipe de Brody King et PCO lors d'un Four-Way Tag Team Match alors que Jay White perd le IWGP Heavyweight Championship contre Kazuchika Okada. Le 20 avril, Bad Luck Fale perd contre Juice Robinson et ne remporte pas le IWGP United States Championship. Le 22 avril, Tama Tonga, Tanga Loa et Hikuleo perdent contre Toru Yano, Ryusuke Taguchi	et Togi Makabe et ne remportent pas les NEVER Openweight 6-Man Tag Team Championship. Lors de Wrestling Hi no Kuni, Hikuleo et Taiji Ishimori perdent contre Will Ospreay et Dragon Lee, Bad Luck Fale perd contre Mikey Nicholls, Chase Owens perd contre Juice Robinson, Tama Tonga et Tanga Loa conservent les IWGP Tag Team Championship en battant Toru Yano et Togi Makabe alors que Jay White bat Hirooki Goto.
Lors de Wrestling Dontaku - Night 1, Tama Tonga, Tanga Loa et Hikuleo perdent contre Will Ospreay, Toru Yano et Togi Makabe, Chase Owens, Bad Luck Fale et Jay White perdent contre Juice Robinson, Hirooki Goto et Mikey Nicholls tandis que Taiji Ishimori ne remporte pas le IWGP Junior Heavyweight Championship contre Dragon Lee . Lors de Wrestling Dontaku - Night 2, Jado, Tama Tonga et Tanga Loa perdent contre Jyushin Thunder Liger, Toru Yano et Togi Makabe, Hikuleo, Chase Owens, Bad Luck Fale et Jay White ont perdu contre Juice Robinson, Hirooki Goto, Mikey Nicholls et Tomoaki Honma tandis que Taiji Ishimori et El Phantasmo battent Will Ospreay et Dragon Lee. Pendant War of the Worlds (2019) - Tag 1, HikuLe’o perd contre Shane Taylor tandis que Tama Tonga et Tanga Loa battent Jay Lethal et Jonathan Gresham pour conserver les ROH World Tag Team Championship. Lors de War of the Worlds (2019) - Tag 2, Tama Tonga, Tanga Loa et HikuLe’o battent Karl Fredericks, Alex Coughlin et Clark Conners. Lors de War of the Worlds (2019) - Tag 3, Tama Tonga, Tanga Loa et HikuLe’o perdent contre The Kingdom (Matt Taven, T.K. O'Ryan et Vinny Marseglia). Lors de War of the Worlds (2019) - Tag 4, Tama Tonga et Tanga Loa ont réussi à défendre les ROH World Tag Team Championship pour la deuxième fois en battant Jay et Mark Briscoe alors que HikuLe’o s'incline contre Hirooki Goto. Du 13 mai au 5 juin, trois membres du groupe ont participé au Best of the Super Juniors 26. Dans le bloc A, Taiji Ishimori termine second du bloc avec 14 points (sept victoires et deux défaites) tandis que dans le bloc B, Robbie Eagles termine troisième du bloc avec 10 points (cinq victoires et quatre défaites) alors que El Phantasmo termine second du bloc avec 12 points (six victoires et trois défaites), donc aucun des trois ne se qualifie pour la finale du tournoi. Durant le tournoi, une défaite de Robbie Eagles contre El Phantasmo, une victoire contre Will Ospreay obtenue avec l'aide de El Phantasmo et le faite et que El Phantasmo défie avec Taiji Ishimori les IWGP Junior Heavyweight Tag Team Champions, bien que Taiji Ishimori soit le partenaire des Robbie Eagles a commencé à amener des tensions entre Robbie Eagles et le reste du Bullet Club. Lors de Dominion 6.9 (2019), Jay White, Chase Owens et Taiji Ishimori perdent contre Hiroshi Tanahashi, Juice Robinson et Ryusuke Taguchi tandis que Tama Tonga et Tanga Loa conservent les IWGP Tag Team Championship en battant Evil et Sanada avec l'aide de Jado.[réf. nécessaire]

#### Reconquête des championnats par équipes junior IWGP, trahison de Robbie Eagles et arrivé de Kenta
Le 16 juin, Taiji Ishimori et El Phantasmo remportent les IWGP Junior Heavyweight Tag Team Championship en battant Roppongi 3K (Yoh et Sho). Le lendemain, El Phantasmo, Chase Owens et Yujiro Takahashi perdent contre Toru Yano, Ryusuke Taguchi et Togi Makabe et ne remportent pas les NEVER Openweight 6-Man Tag Team Championship. Le 25 juin, El Phantasmo conserve le RPW British Cruiserweight Championship en battant Ryusuke Taguchi. Lors de Southern Showdown - Tag 1, Taiji Ishimori et Gino Gambino perdent contre Toru Yano et Yoh, Yujiro Takahashi et Chase Owens ont perdu contre Tomohiro Ishii et Yoshi-Hashi, El Phantasmo conserve le RPW British Cruiserweight Championship contre Rocky Romero, Tama Tonga et Tanga Loa conservent les IWGP Tag Team Championship en battant Juice Robinson et Mikey Nicholls tandis que Robbie Eagles échoue à remporter le IWGP Junior Heavyweight Championship contre Will Ospreay. Après le match, El Phantasmo vient montrer son soutien à Robbie Eagles mais ce dernier l'attaque avant de serrer la main de Will Ospreay. Lors du main event, Jay White et Bad Luck Fale perdent contre Kazuchika Okada et Hiroshi Tanahashi. Lors de Southern Showdown - Tag 2, Chase Owens bat Aaron Solow, Gino Gambino, Tama Tonga et Tanga Loa perdent contre Toru Yano, Mikey Nicholls et Juice Robinson alors que Jay White, Bad Luck Fale et Robbie Eagles perdent contre Kazuchika Okada, Hiroshi Tanahashi et Will Ospreay. Après le match, Robbie Eagles trahit le groupe en refusant d'attaquer Will Ospreay à la demande de Jay White, Bad Luck Fale et Gedo avant d'attaquer Jay White avec Will Ospreay et de rejoindre Chaos, devenant le premier membre du Bullet Club à quitter le clan pour une autre faction. Lors de Manhattan Mayhem' 19, Tama Tonga et Tanga Loa perdent les ROH World Tag Team Championship contre The Briscoe Brothers au cours d'un Street Fight Match. Lors de Summer SuperCard, Tama Tonga et Tanga Loa ne récupèrent pas les ROH World Tag Team Championship contre Jay et Mark Briscoe lors d'un Ladder War X Match. Du 6 juillet au 12 août, deux membres du Bullet Club ont participé au G1 Climax (2019). Dans le bloc A, Bad Luck Fale termine troisième du bloc avec huit points (4 victoires et 5 défaites) tandis que dans le bloc B, Jay White remporte le bloc pour atteindre la finale du tournoi avec douze points (6 victoires et 3 défaites) dont une victoire contre Tetsuya Naitō, le dernier jour. Le 12 août, Tama Tonga, Tanga Loa et Bad Luck Fale battent Kenta, Yoshi-Hashi et Tomohiro Ishii après que Kenta se soit retourné contre ces partenaires, rejoignant par la même occasion le Bullet Club. Après le match, Kenta est attaqué par Katsuyori Shibata pour sa trahison mais Katsuyori Shibata fut rapidement submergé par le Bullet Club. Plus tard dans la soirée, Jay White perd contre Kōta Ibushi et ne remporte pas le G1 Climax. Du 22 au 25 août, Taiji Ishimori et El Phantasmo ont pris part à la Super J-Cup[réf. nécessaire]. Lors du 1er tour, El Phantasmo bat Robbie Eagles alors que Taiji Ishimori se fait éliminer par Sho. Lors du 2e tour, El Phantasmo bat TJP. En demi-finale, El Phantasmo bat Will Ospreay et se qualifie pour la finale. En finale, El Phantasmo bat Dragon Lee et remporte la Super J Cup 2019.

#### Reconquête du NEVER Openweight Championship et du IWGP Intercontinental Championship
Lors de Royal Quest, Yujiro Takahashi et HikuLe’o perdent contre Juice Robinson et Kōta Ibushi, El Phantasmo et Taiji Ishimori ont perdu contre Will Ospreay et Robbie Eagles, Jay White et Chase Owens perdent contre Los Ingobernables de Japón (Tetsuya Naitō et Sanada), Tama Tonga et Tanga Loa conservent les IWGP Tag Team Championship contre Kyle Fletcher et Mark Davis alors que Kenta bat Tomohiro Ishii et remporte le NEVER Openweight Championship, remportant son premier titre à la NJPW et ainsi ramené le championnat au sein du Bullet Club. Lors de Destruction in Beppu, Kenta, Bad Luck Fale, Yujiro Takahashi, El Phantasmo et Taiji Ishimori battent Kōta Ibushi, Tomoaki Honma, Togi Makabe, Will Ospreay et Robbie Eagles, Jay White et Chase Owens perdent contre Tetsuya Naito et Evil alors que Tama Tonga et Tanga Loa conservent les IWGP Tag Team Championship en battant Tomohiro Ishii et Yoshi-Hashi. Lors de Destruction in Kagoshima, Bad Luck Fale, Chase Owens, Tama Tonga et Tanga Loa perdent contre Chaos (Tomohiro Ishii, Yoshi-Hashi, Sho et Yoh), Jay White et Yujiro Takahashi ont perdu contre Tetsuya Naito et Evil, El Phantasmo et Taiji Ishimori conservent les IWGP Junior Heavyweight Tag Team Championship contre Will Ospreay et Robbie Eagles alors que Kenta perd contre Kōta Ibushi et ne remporte pas le  IWGP Heavyweight Championship Contrat de ce dernier[réf. nécessaire]. Lors de Destruction in Kobe, Chase Owens, Yujiro Takahashi et Bad Luck Fale ont battu Toa Henare et Great Bash Heel (Tomoaki Honma et Togi Makabe), Kenta, Taiji Ishimori, El Phantasmo, Tama Tonga et Tanga Loa perdent contre Tomohiro Ishii, Yoshi-Hashi, Will Ospreay, Sho et Yoh tandis que Jay White bat Tetsuya Naito et remporte le IWGP Intercontinental Championship, ramenant le titre au Bullet Club. Lors de Fighting Spirit Unleashed 2019 - Tag 1, Jado et Chase Owens battent Robert Gibson et
Ricky Morton, Gedo, Kenta et Jay White perdent contre Rocky Romero, Yoshi-Hashi et Hirooki Goto alors que Tama Tonga et Tanga Loa conservent les IWGP Tag Team Championship contre Yoh et Sho. Lors de Fighting Spirit Unleashed 2019 - Tag 2, Jado, Tama Tonga et Tanga Loa battent Rocky Romero, Sho et Yoh, Gedo, Chase Owens et Jay White perdent contre Hirooki Goto, Tomohiro Ishii et Amazing Red tandis que Kenta bat Yoshi-Hashi et conserve le NEVER Openweight Championship. Lors de Fighting Spirit Unleashed 2019 - Tag 3, Gedo, Chase Owens, Jay White, Kenta, Tama Tonga et Tanga Loa perdent contre Robert Gibson, Ricky Morton, Hiroshi Tanahashi, Hirooki Goto, Tomohiro Ishii et Yoshi-Hashi.

## Membres du groupe

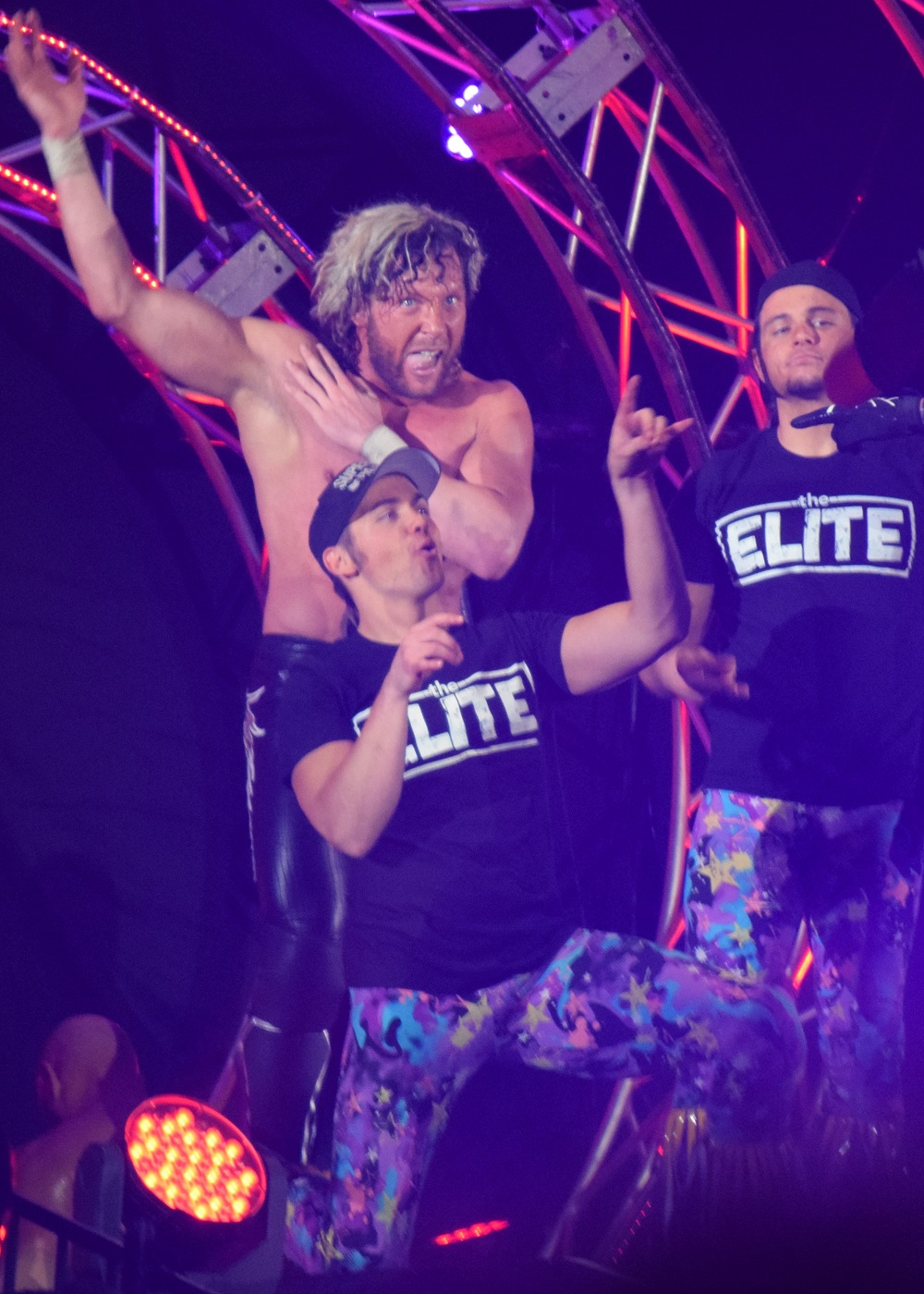
The Elite en février 2016.

| Identité,        | Arrivée                          | Départ                          | Fédérations                               | Notes |
| ---------------- | -------------------------------- | ------------------------------- | ----------------------------------------- | --- |
| Prince Devitt    | 3 mai 2013                       | 6 avril 2014                    | NJPW - CMLL                               | Membre fondateur et 1er leader du groupe 1 fois IWGP Junior Heavyweight Champion |
| Bad Luck Fale    | 3 mai 2013                       |                                 | NJPW                                      | Membre fondateur du groupe 1 fois IWGP Intercontinental Champion 3 fois NEVER Openweight 6-Man Tag Team Champion |
| Karl Anderson    | 3 mai 2013 19 février 2022       | 20 février 2016 10 octobre 2022 | NJPW - ROH - GFW - RQW - Impact Wrestling | Membre fondateur et 2d leader du groupe 3 fois IWGP Tag Team Champion 2 fois Impact World Tag Team Champion |
| Tama Tonga       | 3 mai 2013                       | 19 février 2022                 | NJPW - CMLL - ROH - Impact Wrestling      | Membre fondateur du groupe Membre des Guerrillas of Destiny 2 fois CMLL World Tag Team Champion 4 fois NEVER Openweight 6-Man Tag Team Champion 5 fois IWGP Tag Team Champion 1 fois ROH World Tag Team Champion |
| El Terrible      | 5 juillet 2013                   | 13 décembre 2013                | NJPW - CMLL                               | 1 fois CMLL World Tag Team Champion Apparitions occasionnelles |
| Rey Bucanero     | 5 septembre 2013                 | 13 octobre 2013                 | NJPW - CMLL                               | 1 fois CMLL World Tag Team Champion Apparitions occasionnelles |
| La Comandante    | 11 octobre 2013                  | 13 décembre 2013                | CMLL                                      | |
| Matt Jackson     | 25 octobre 2013                  | 30 octobre 2018                 | NJPW - ROH - PWG - FWE                    | Membre des Young Bucks et de The Elite 7 fois IWGP Junior Heavyweight Tag Team Champion 3 fois ROH World Tag Team Champion 2 fois PWG World Tag Team Champion 1 fois FWE Tag Team Champion 3 fois NEVER Openweight 6-Man Tag Team Champion 2 fois ROH World Six-Man Tag Team Champion 1 fois IWGP Tag Team Champion |
| Nick Jackson     | 25 octobre 2013                  | 30 octobre 2018                 | NJPW - ROH - PWG - FWE                    | Membre des Young Bucks et de The Elite 7 fois IWGP Junior Heavyweight Tag Team Champion 3 fois ROH World Tag Team Champion 2 fois PWG World Tag Team Champion 1 fois FWE Tag Team Champion 3 fois NEVER Openweight 6-Man Tag Team Champion 2 fois ROH World Six-Man Tag Team Champion 1 fois IWGP Tag Team Champion |
| Doc Gallows      | 23 novembre 2013 19 février 2022 | 20 février 2016 10 octobre 2022 | NJPW - ROH - GFW - RQW - Impact Wrestling | 3 fois IWGP Tag Team Champion 2 fois Impact World Tag Team Champion |
| A.J. Styles      | 6 avril 2014                     | 5 janvier 2016                  | NJPW - ROH - FWE - RQW                    | 3e leader du groupe 2 fois IWGP Heavyweight Champion 1 fois FWE Heavyweight Champion |
| Yujiro Takahashi | 3 mai 2014                       |                                 | NJPW                                      | 1er membre japonais du groupe 1 fois NEVER Openweight Champion 1 fois NEVER Openweight 6-Man Tag Team Champion |
| Jeff Jarrett     | 10 août 2014                     | 4 janvier 2015                  | NJPW - GFW                                | Fondateur de la Global Force Wrestling Apparitions occasionnelles |
| Scott D'Amore    | 10 août 2014                     | 4 janvier 2015                  | NJPW - GFW                                | Vice-président de la Global Force Wrestling Apparitions occasionnelles |
| Kenny Omega      | 8 novembre 2014                  | 30 octobre 2018                 | NJPW - ROH                                | 4e leader du groupe Membre de The Elite et des Golden☆Lovers 2 fois IWGP Junior Heavyweight Champion 1 fois IWGP Intercontinental Champion 2 fois NEVER Openweight 6-Man Tag Team Champion 1 fois IWGP United States Heavyweight Champion G1 Climax (2016) 1 fois IWGP Heavyweight Champion                         |
| Amber Gallows    | 4 janvier 2015                   | 5 janvier 2016                  | NJPW - ROH - NWA                          | 1 fois NWA World Women's Champion |
| Cody Hall        | 5 janvier 2015                   | 10 avril 2016                   | NJPW                                      | |
| Mephisto         | 18 janvier 2015                  | 19 janvier 2015                 | NJPW - CMLL                               | |
| Chase Owens      | 23 octobre 2015                  |                                 | NWA - NJPW                                | |
| King Haku        | 4 janvier 2016                   | 7 juillet 2018                  | NJPW                                      | Manager des Guerrillas of Destiny Apparitions occasionnelles |
| Tanga Loa        | 12 mars 2016                     | 19 février 2022                 | NJPW - CMLL - ROH - Impact Wrestling      | Membre des Guerrillas of Destiny 5 fois IWGP Tag Team Champion 3 fois NEVER Openweight 6-Man Tag Team Champion 1 fois ROH World Tag Team Champion |
| Adam Cole        | 8 mai 2016                       | 12 mai 2017                     | ROH                                       | 2 fois ROH World Champion |
| Hangman Page     | 9 mai 2016                       | 30 octobre 2018                 | NJPW - ROH                                | 1 fois ROH World Six-Man Tag Team Champion |
| Bone Soldier     | 25 septembre 2016                | 5 janvier 2017                  | NJPW                                      | 2e membre japonais du groupe |
| Cody Rhodes      | 10 décembre 2016                 | 24 octobre 2018                 | NJPW - ROH                                | 1 fois ROH World Champion 1 fois ROH World Six-Man Tag Team Champion 1 fois NWA World Heavyweight Champion 1 fois IWGP United States Heavyweight Champion |
| Brandi Rhodes    | 10 décembre 2016                 | 24 octobre 2018                 | NJPW - ROH                                | Valet de Cody Apparitions occasionnelles |
| Frankie Kazarian | 11 février 2017                  | 10 mars 2017                    | ROH                                       | |
| Marty Scurll     | 12 mai 2017                      | 30 octobre 2018                 | ROH - NJPW - Defiant Wrestling            | 1 fois ROH World Television Champion 1 fois IWGP Junior Heavyweight Champion 1 fois NEVER Openweight 6-Man Tag Team Champion 1 fois WCPW Champion |
| Hikuleo          | 6 septembre 2017                 | 25 septembre 2022               | NJPW - Impact Wrestling                   | |
| Gino Gambino     | 11 novembre 2017                 | 30 juin 2019                    | NJPW - Melbourne City Wrestling           | Apparitions occasionnelles |
| Stephen Amell    | 17 novembre 2017                 | 1er septembre 2018              | ROH                                       | Apparitions occasionnelles |
| Taiji Ishimori   | 4 mai 2018                       |                                 | NJPW - IMPACT Wrestling - AAA             | 3e membre japonais du groupe 1 fois NEVER Openweight 6-Man Tag Team Champion 1 fois IWGP Junior Heavyweight Champion 1 fois IWGP Junior Heavyweight Tag Team Champion |
| Robbie Eagles    | 8 octobre 2018                   | 30 juin 2019                    | NJPW - Melbourne City Wrestling - PWG     | |
| Jado             | 8 octobre 2018                   | 13 mars 2022                    | NJPW                                      | 4e membre japonais du groupe Manager des Guerrillas of Destiny |
| Jay White        | 8 octobre 2018                   | 19 février 2022                 | NJPW                                      | 5e Leader du groupe 1 fois IWGP Heavyweight Champion 1 fois IWGP Intercontinental Champion |
| Gedo             | 8 octobre 2018                   |                                 | NJPW                                      | 5e membre japonais du groupe Manager de Jay White |
| El Phantasmo     | 8 mars 2019                      |                                 | NJPW - Impact Wrestling                   | 1 fois IWGP Junior Heavyweight Tag Team Champion |
| Kenta            | 12 août 2019                     |                                 | NJPW                                      | 6e membre japonais du groupe 1 fois NEVER Openweight Champion 1 fois NJPW Strong Openweight Champion |
| Evil             | 11 juillet 2020                  |                                 | NJPW                                      | 7e membre japonais du groupe 1 fois IWGP Heavyweight Championship 1 fois IWGP Intercontinental Championship |
| Dick Togo        | 12 juillet 2020                  |                                 | NJPW                                      | 8e membre japonais du groupe |
| Chris Bey        | 5 août 2021                      |                                 | Impact Wrestling                          | 1 fois Impact World Tag Team Champion |
| Sho              | 4 septembre 2021                 |                                 | NJPW                                      | 9e membre japonais du groupe |
| Juice Robinson   | 1er mai 2022                     |                                 | NJPW                                      | 1 fois IWGP United States Heavyweight Champion |
| Ace Austin       | 3 juin 2022                      |                                 | Impact Wrestling                          | 1 fois Impact X Division Champion 1 fois Impact World Tag Team Champion |
| David Finlay     | 6 mars 2023                      |                                 | NJPW                                      | 6e Leader du groupe |

## Palmarès
- Bullet Proof Wrestling
  - 1 fois BPW Championship - Cody[489]

- Consejo Mundial de Lucha Libre

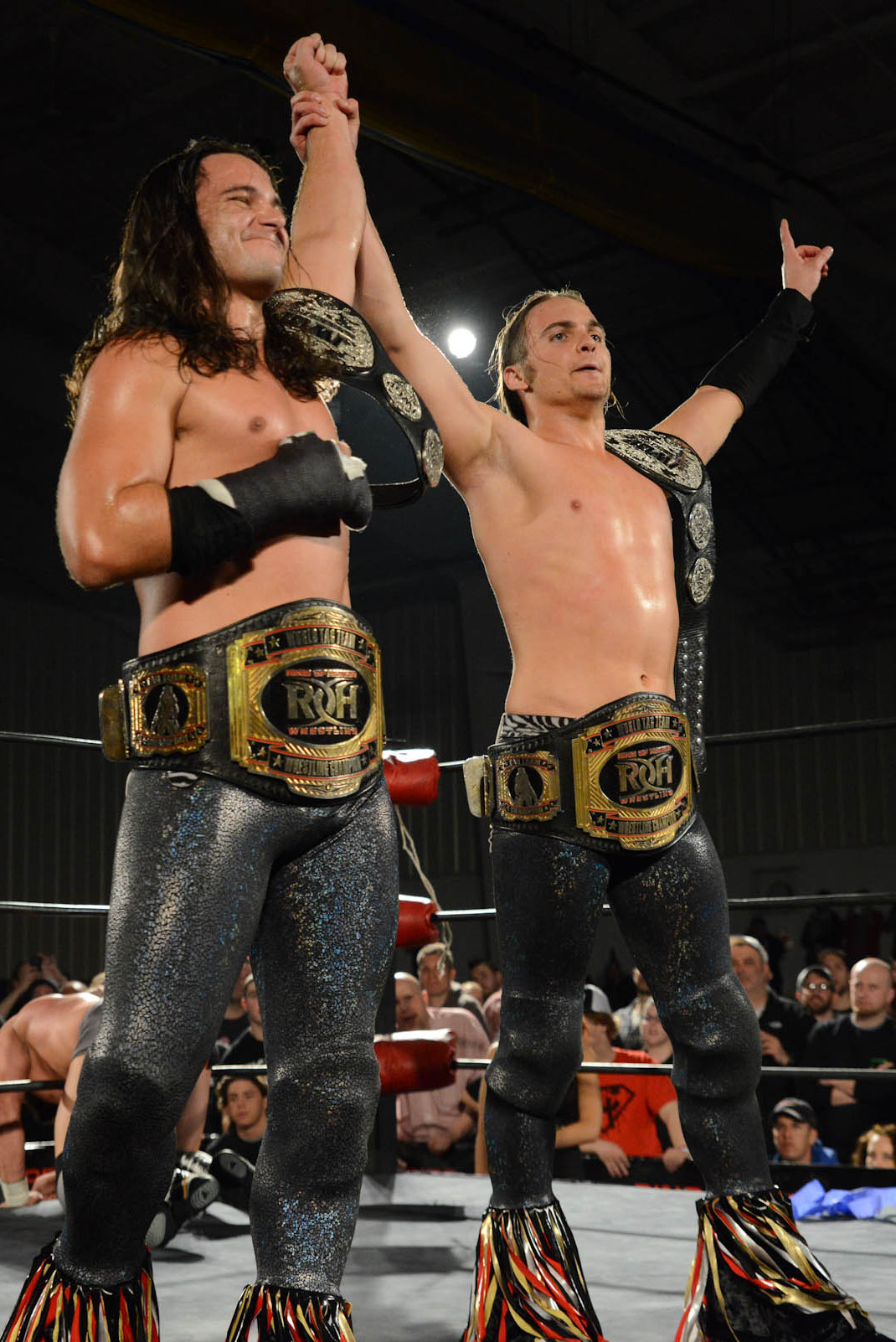
Les Young Bucks avec les ROH World Tag Team Championship et les IWGP Junior Heavyweight Tag Team Championship en 2016.

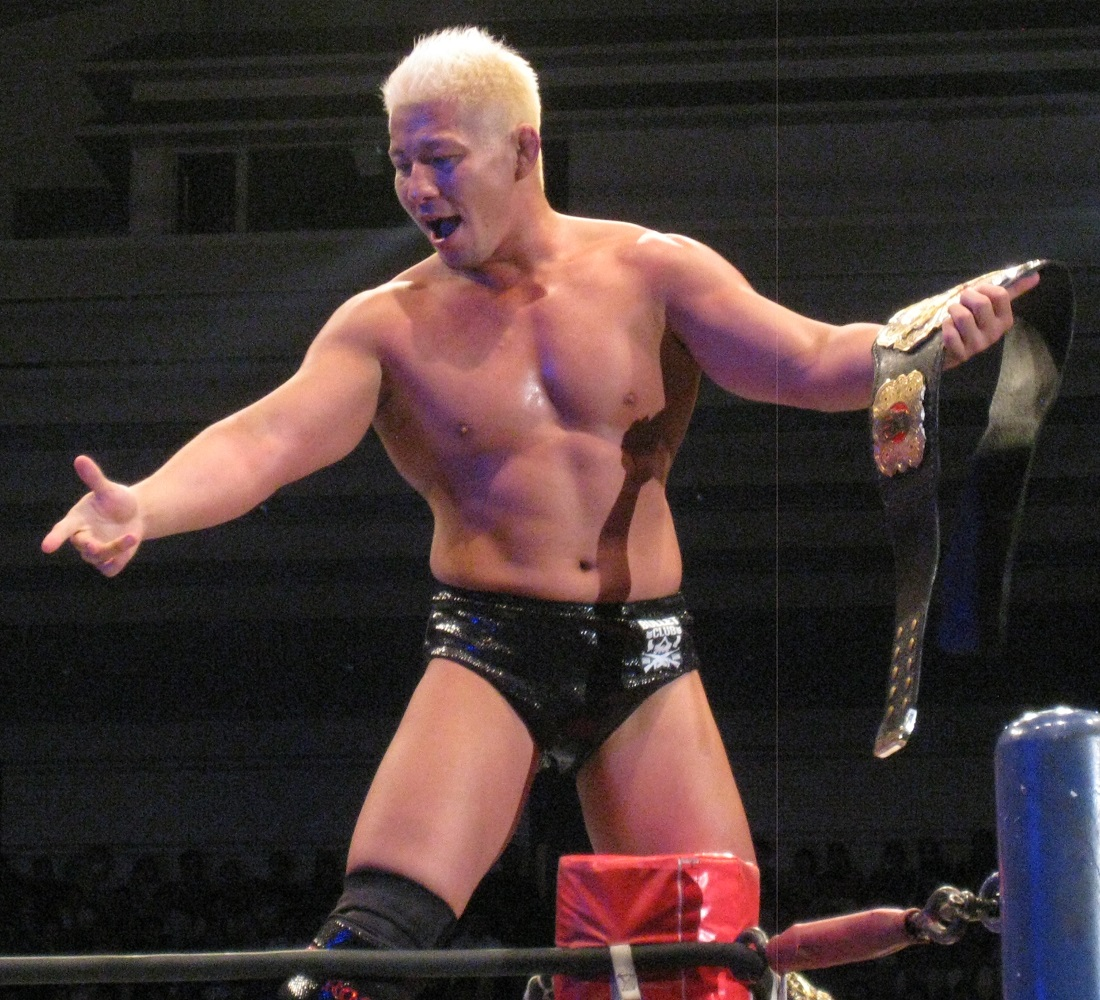
Yujiro Takahashi avec le NEVER Openweight Championship en 2013.

  - 1 fois CMLL World Welterweight Championship - Mephisto
  - 1 fois CMLL World Heavyweight Championship - El Terrible[490]
  - 2 fois CMLL World Tag Team Championship - El Terrible et Tama Tonga (1), Rey Bucanero et Tama Tonga (1)
  - 1 fois Mexican National Light Heavyweight Championship - Mephisto

- Defiant Wrestling
  - 1 fois WCPW Internet Championship - Cody[491]
  - 1 fois Defiant World Championship - Marty Scurll [492]

- Family Wrestling Entertainment
  - 1 fois FWE Heavyweight Championship - A.J. Styles[493]
  - 1 fois FWE Tag Team Championship - The Young Bucks

- Impact Wrestling
  - 3 fois Impact World Tag Team Championship - The Good Brothers (2), Ace Austin et Chris Bey (2, actuels)
  - 1 fois Impact X-Division Championship - Ace Austin

- National Wrestling Alliance
  - 1 fois NWA World Heavyweight Championship - Cody[494]
  - 1 fois NWA World Women's Championship - Amber Gallows[495]

- New Japan Pro Wrestling
  - 1 fois IWGP World Heavyweight Championship - Jay White (1)
  - 5 fois IWGP Heavyweight Championship - A.J. Styles (2), Kenny Omega (1), Jay White (1), EVIL (1)
  - 4 fois IWGP United States Heavyweight Championship - Kenny Omega (1), Cody (1), Kenta (1), Juice Robinson (1)
  - 4 fois IWGP Intercontinental Championship - Bad Luck Fale (1), Kenny Omega (1), Jay White (1), EVIL (1)
  - 1 fois IWGP Global Championship - David Finlay (1, inaugural)
  - 7 fois IWGP Junior Heavyweight Championship - Prince Devitt (1), Kenny Omega (2), Marty Scurll (1), Taiji Ishimori (3)
  - 10 fois IWGP Junior Heavyweight Tag Team Championship - The Young Bucks (7), Taiji Ishimori et El Phantasmo (3), Drilla Moloney et Clark Connors (1)
  - 12 fois IWGP Tag Team Championship - Doc Gallows et Karl Anderson (3), Tama Tonga et Tanga Loa (7), The Young Bucks (1), Bad Luck Fale et Chase Owens (1)
  - 3 fois NEVER Openweight Championship - Yujiro Takahashi (1), Kenta (1), Karl Anderson (1), David Finlay (1)
  - 8 fois NEVER Openweight 6-Man Tag Team Championship - Bad Luck Fale, Yujiro Takahashi et Tama Tonga (1), Kenny Omega et The Young Bucks (2), Bad Luck Fale, Tama Tonga et Tanga Loa (2), Marty Scurll et The Young Bucks (1), Tama Tonga, Tanga Loa et Taiji Ishimori (1), EVIL, SHO et Yujiro Takahashi (1)
  - Best of the Supers Juniors (2013) - Prince Devitt
  - Super Jr. Tag Tournament (2013) - The Young Bucks
  - World Tag League (2013, 2020) - Doc Gallows et Karl Anderson (1), Tama Tonga et Tanga Loa (1)
  - G1 Climax (2016) - Kenny Omega[217]
  -  IWGP United States Heavyweight Championship Tournament (2017) – Kenny Omega
  - Super J-Cup (2019, 2020) - El Phantasmo[496]
  - New Japan Cup USA (2020) - Kenta
  - New Japan Rambo (2021) - Bad Luck Fale et Chase Owens
  - 1 fois KOPW - Chase Owens
  - 1 fois NJPW Strong Openweight Championship - KENTA (1)
  - 1 fois NJPW Strong Openweight Tag Team Championship - Gabe Kidd et Alex Coughlin (1)

- Northeast Wrestling
  - 1 fois Northeast Wrestling Championship - Cody[497]

- NWA Smoky Mountain Wrestling
  - 1 fois NWA Southeastern Heavyweight Championship - Chase Owens (Dernier)

- Revolution Pro Wrestling
  - 1 fois RPW British Heavyweight Championship - A.J. Styles
  - 2 fois RPW British Cruiserweight Championship - Prince Devitt (1), El Phantasmo (1)

- Ring of Honor
  - 3 fois ROH World Championship - Adam Cole (2), Cody (1)[498]
  - 1 fois ROH World Television Championship - Marty Scurll
  - 4 fois ROH World Tag Team Championship - The Young Bucks (3), Tama Tonga et Tanga Loa (1)
  - 2 fois ROH World Six-Man Tag Team Championship - Hangman Page et The Young Bucks[295] (1), Cody et The Young Bucks (1)
  - Catcheur de l'année (2017) - Cody[499]
  - Équipe de l'année (2017) - The Young Bucks[500]
  - Breakout Star de l'année (2017) - Hangman Page[501]
  - Meilleure entrée de bataille finale (2017) - Marty Scurll[502]

- Squared Circle Wrestling
  - 1 fois 2CW Tag Team Championship - The Young Bucks[503]

- The Wrestling Revolver
  - 1 fois PWR Tag Team Champions - Ace Austin et Chris Bey

- World Series Wrestling
  - 1 fois WSW Heavyweight Championship - Robbie Eagles

- WrestleCircus
  - 1 fois WC Big Top Tag Team Championship - Tama Tonga et Tanga Loa[504]

### Récompenses des magazines
- Pro Wrestling Illustrated
  - Rivalité de l'année - Kenny Omega vs. Kazuchika Okada (2017)[505]
  - Match de l'année - Kenny Omega vs. Kazuchika Okada (2017)
  - Catcheur de l'année - AJ Styles (2016)
  - Équipe de l'année - The Young Bucks (2017)

Kenny Omega est classé n°1 des 500 lutteurs dans le PWI 500 en 2018.
AJ Styles est classé n°3 des 500 lutteurs dans le PWI 500 en 2015.
- Wrestling Observer Newsletter
  - Wrestler of the Year (catcheur de l'année) - AJ Styles (2015 et 2016)
  - Tag Team of the Year (meilleure équipe de l'année) - The Young Bucks (2014, 2015, 2016 et 2017)
  - Worst Gimmick (Pire gimmick de l'année) - Bone Soldier (2016)[507]
  - Most Outstanding Wrestler (Catcheur qui a fait le plus de combats excellents) - AJ Styles (2014, 2015 et 2016)
  - Feud of the Year (Meilleur rivalité de l'année) - Kenny Omega vs Kazuchika Okada (2017)
  - Worked Match of the Year (Meilleur combat de l'année) - A.J. Styles vs. Minoru Suzuki le 1er août 2014[508], Kenny Omega vs. Kazuchika Okada le 4 janvier 2017
  - Best Wrestling Maneuver  (Prise de catch préféré des fans) - Le Meltzer Driver des Young Bucks (2014), Le Styles Clash de AJ Styles (2015), Le One-Winged Angel de Kenny Omega (2016 et 2017)
  - Best Booker (Meilleur booker de l'année) - Gedo (2018)

## Autres médias
En janvier 2016, la NJPW a annoncé qu'un DVD retraçant l'histoire du Bullet Club et présentant des interviews avec des membres du groupe, qui a été publié le 30 mars 2016. En janvier 2017, il a été annoncé dans une vidéo que le jeu Tekken 7: Fated Retribution comporterait un t-shirt Bullet Club comme tenue alternative pour tous les personnages.